# Arte mudéjar

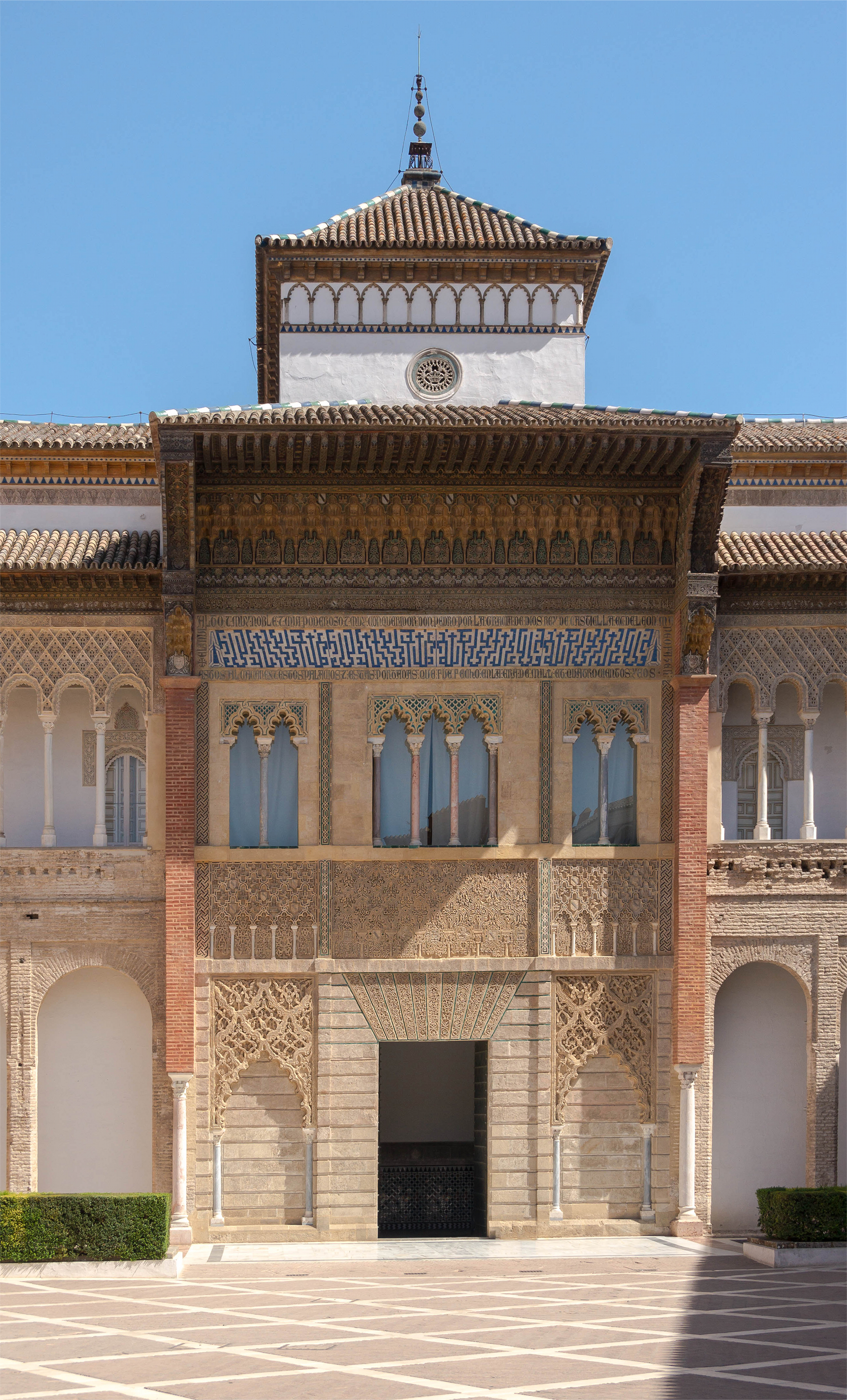
Palacio de Pedro I en el Real Alcázar de Sevilla

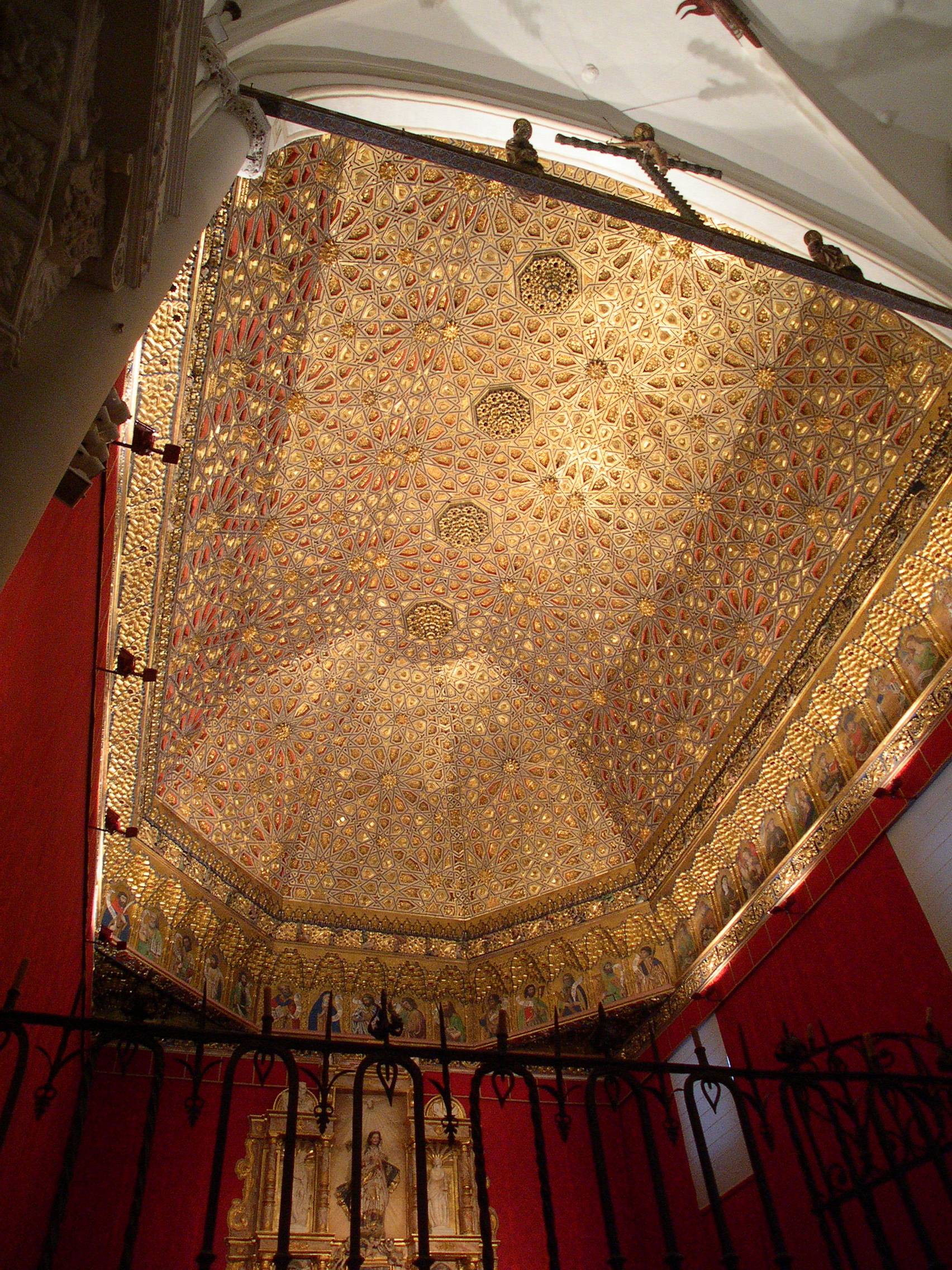
Monasterio de Santa Clara (Tordesillas).

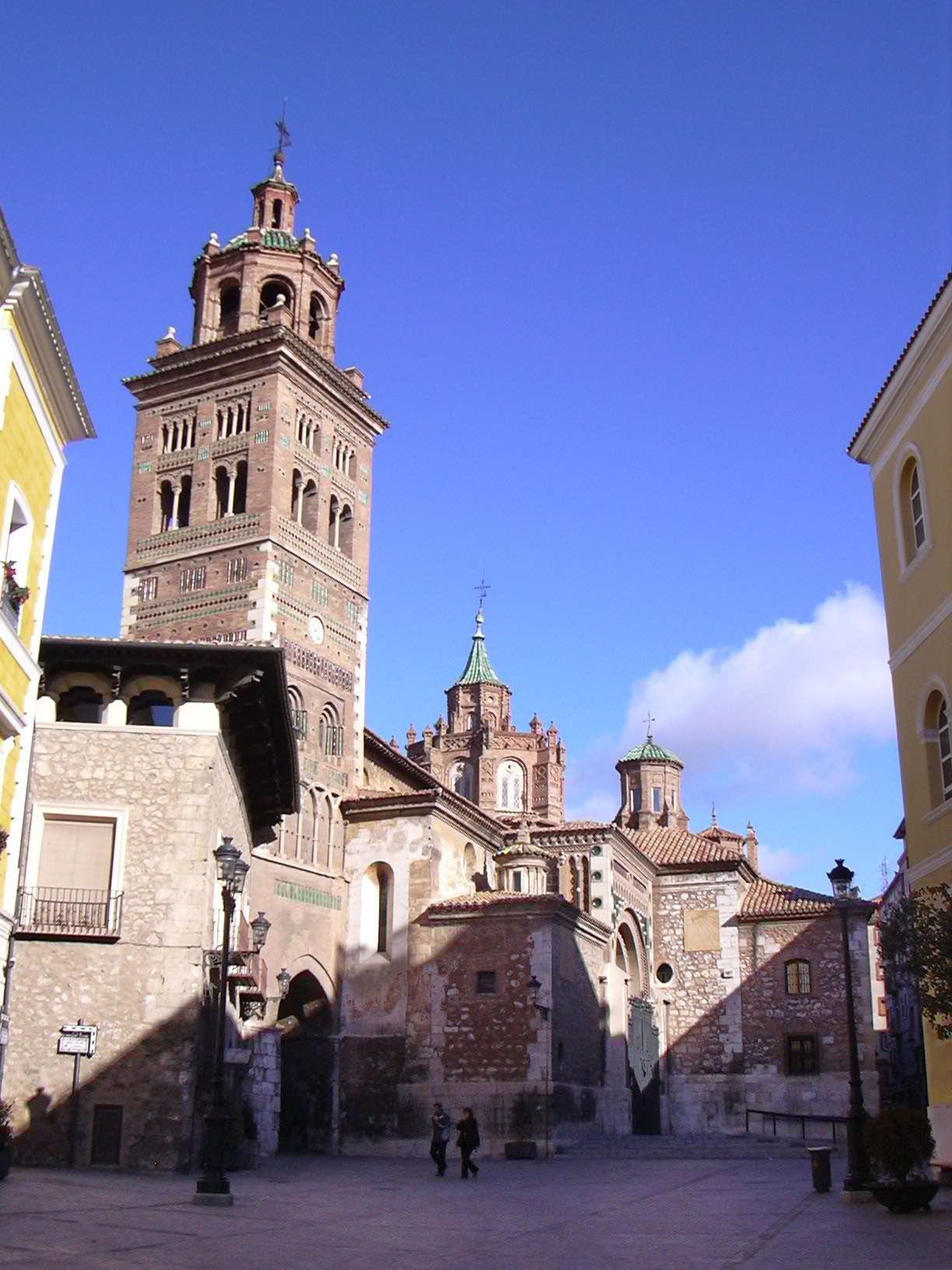
Torre y cimborrio mudéjar de la catedral de Teruel

El arte mudéjar es un estilo artístico que se desarrolló en los reinos cristianos de la península ibérica y que incorporaba influencias, elementos o materiales de estilo hispano-musulmán. Fue la consecuencia de las condiciones de convivencia existentes en la España medieval. Se trata de un fenómeno exclusivamente hispánico que tiene lugar entre los siglos XII y XVII, como mezcla de las corrientes artísticas cristianas (románicas, góticas, renacentistas) y musulmanas de la época y que sirve de eslabón entre el arte cristiano y el islámico.
Las características del arte mudéjar son:
1. La utilización de materiales blandos como ladrillo, yeso, cerámica o madera, lo que facilita la profusión decorativa.
2. El uso de ciertos elementos arquitectónicos y temas decorativos.

Para unos historiadores, se trata de un epígono del arte islámico y para otros, de un periodo del arte cristiano en el que aparece la decoración islámica, ya que lo practicaban los mudéjares, gentes de religión musulmana y cultura árabe-bereber que permanecían en los reinos cristianos tras la conquista de su territorio y, a cambio de un impuesto, conservaban su religión y un estatus jurídico propio; pero también moriscos y cristianos que aprendieron las técnicas propias del arte musulmán. 
No es un estilo artístico unitario, sino que posee características peculiares en cada región, entre las que destacan el mudéjar toledano, leonés, aragonés y andaluz. Desde la península ibérica, también viajó a Canarias y a la América española. En el siglo XIX, junto con otros estilos historicistas apareció el neomudéjar. 
El término «arte mudéjar» lo acuñó Amador de los Ríos, en 1859, cuando pronunció su discurso de ingreso en la Academia de Bellas Artes de San Fernando sobre El estilo mudéjar, en arquitectura. El arte mudéjar es el más representativo de España en la época medieval, no es grandioso, sino peculiar y más personal. Esta peculiaridad viene dada por su carácter fronterizo entre el norte cristiano y los musulmanes.
Existen distintas variantes de mudejarismo: el románico de ladrillo (León, Valladolid, Ávila y Segovia), el arte mudéjar occidental (desde el Tajo hasta Portugal), el mudéjar aragonés (con características propias, entre otras, la profusión de elementos ornamentales de cerámica vidriada, y mayor desarrollo en los valles del Ebro, Jalón y Jiloca), Extremadura, Andalucía (Granada, Córdoba y Sevilla), la Comunidad Valenciana (Castellón, Valencia y Alicante) y por último el mudéjar canario, con un control gremial más laxo dónde destaca la carpintería hispanomusulmana, a través de los techos, balcones y ajimeces.

## Mudéjar
Mudéjar es el término que designa a los musulmanes que permanecieron viviendo en territorio reconquistado por los cristianos en la península ibérica, durante el proceso de avance de los reinos cristianos hacia el sur (denominado Reconquista) durante la Edad Media.
A estos musulmanes se les permitió seguir practicando el islam, utilizar su lengua y mantener sus costumbres. Se solían organizar en comunidades denominadas aljamas o morerías con diversos grados de autogobierno, según las condiciones de rendición o de subordinación.
Desde el punto de vista económico, la gran mayoría de los mudéjares desarrollaban labores agrícolas o de artesanía (albañilería, carpintería y oficios textiles). Con el transcurso del tiempo, las condiciones de convivencia y tolerancia hacia los musulmanes en las zonas cristianas se hicieron más duras, restringiéndose los contactos sociales y económicos entre comunidades.
En alguna región como Aragón existe una clara relación entre las construcciones mudéjares y la abundante mano de obra islámica que permaneció en esta zona. Sin embargo, en el caso de Andalucía, no existe una relación tan clara, ya que los musulmanes que permanecieron tras la conquista fueron muchos menos, aunque una parte significativa de la escasa población mudéjar estaba dedicada a labores relacionadas con la construcción, alcanzando casi un 50 %, por lo que puede concebirse más bien como una rendición cultural ante el vencido.

## Características generales

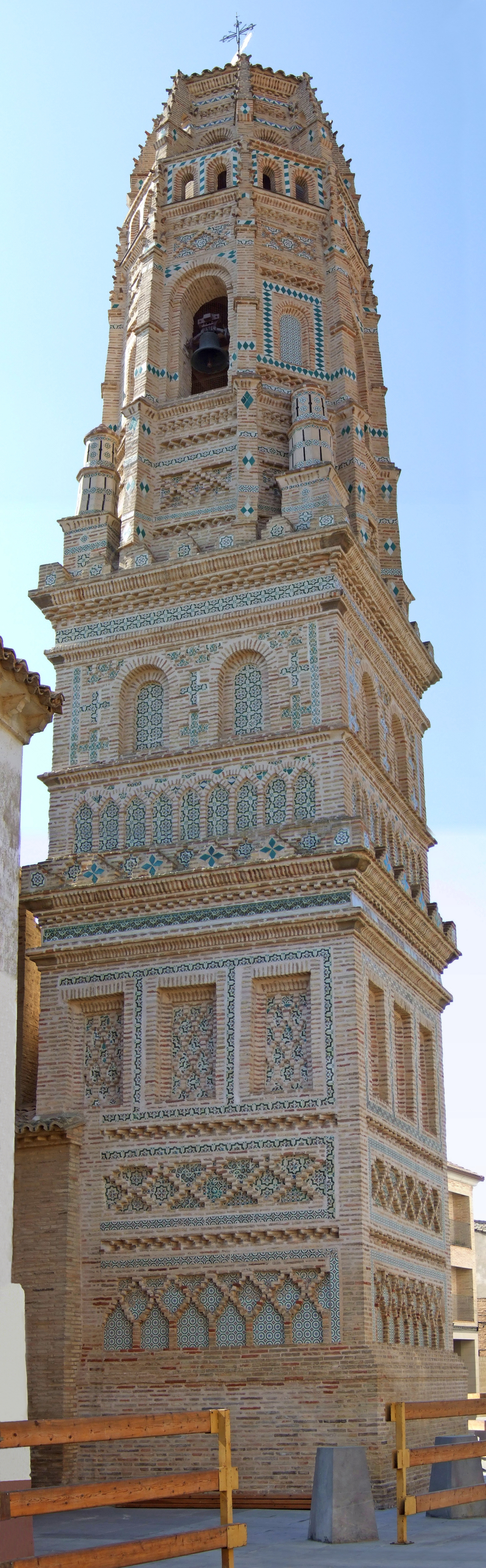
Torre de la iglesia de la Asunción de Utebo.

Se da un nuevo tipo de material, el ladrillo, y una nueva decoración superpuesta a elementos constructivos cristianos y musulmanes. Las estructuras arquitectónicas y los materiales son modestos, pero se logra un gran realce mediante el trabajo ornamental del ladrillo, yeso y madera: ajedrezados, espinas de pez, frisos de esquinillas, arcos ciegos, redes de rombo y cruces cristianas. El mudéjar supone una reacción nacional en contra de los estilos europeos que se estaban introduciendo. Hasta el siglo XII se fomenta un estatus tolerante hacia los alarifes musulmanes, en el siglo XIII los reyes cristianos van a comenzar a conocer la cultura islámica y se va produciendo un alejamiento de los influjos europeos y un acercamiento hacia la vida musulmana.

### Elementos y materiales

#### Yeserías
Se supone que el yeso fue introducido en la península ibérica por los musulmanes, procedente de Oriente y en concreto probablemente de Irán. Su utilización fue abundante durante la dominación islámica, continuando durante el periodo de los reinos de Taifas. Desde aquí se difundió a los territorios cristianos. Las yeserías más antiguas que se conocen en tierras de Castilla y León son las del claustro de San Fernando en el monasterio de Santa María la Real de Las Huelgas (Burgos), datadas entre 1230 y 1260.

#### Ladrillo
El ladrillo ha sido considerado el material mudéjar por excelencia, empleándose tanto con fines decorativos como constructivos. El ladrillo era muy usado en Oriente por influencia de la cultura mesopotámica y también en la época hispano-árabe, tanto en la época califal, aunque con carácter servicial respecto a la piedra, como bajo los dominaciones almorávide y almohade, en las que el ladrillo adquiere más protagonismo.

#### Cerámica
La utilización de la cerámica al servicio de la arquitectura fue una constante en la alfarería mudéjar, tanto en exteriores como en interiores, y con especial vistosidad y virtuosismo en portadas, torres, zócalos, arrimaderos, solerías y techumbres. Los centros productores más importantes fueron Paterna y Manises en Valencia; Teruel, Calatayud y Muel en Aragón, y Sevilla en Andalucía. Las principales técnicas usadas, procedentes del Arte hispanomusulmán, fueron el alicatado, la cuerda seca y la de cuenca y/o arista.

#### La cubierta de madera

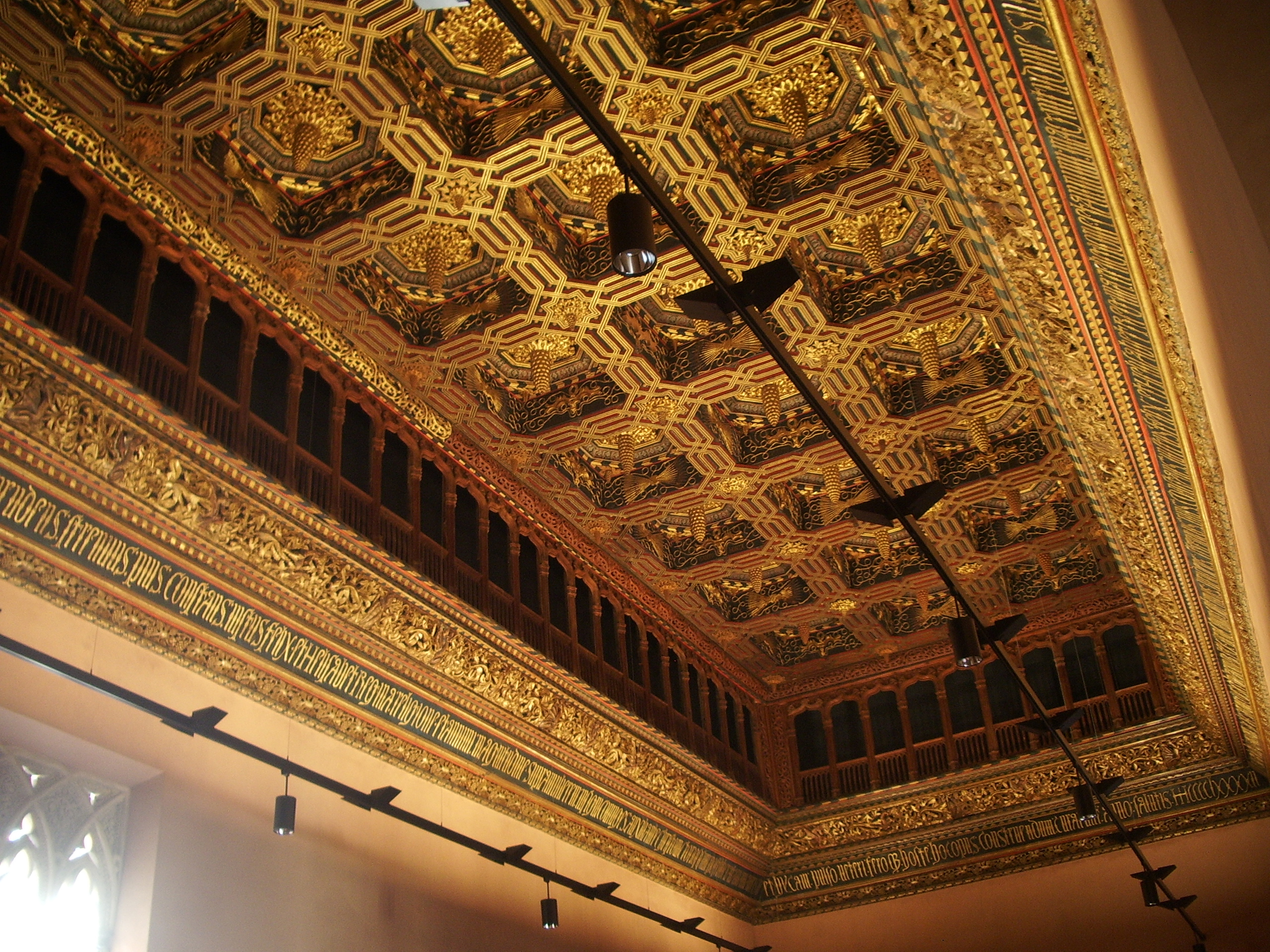
Techumbre mudéjar del Palacio de la Aljafería (1492). Fue señalado en 2001 como uno de los ejemplos significativos de la declaración del mudéjar aragonés como Patrimonio de la Humanidad por la Unesco, que ampliaba al mudéjar del resto de Aragón el reconocimiento que en 1986 había obtenido el de la ciudad de Teruel.

La utilización de la madera en las techumbres constituye uno de los elementos más representativos del arte mudéjar, tanto en España como en América, adonde fue exportada esta técnica. La tipología de cubiertas permite distinguir:
- Cubiertas planas (denominadas alfarjes)

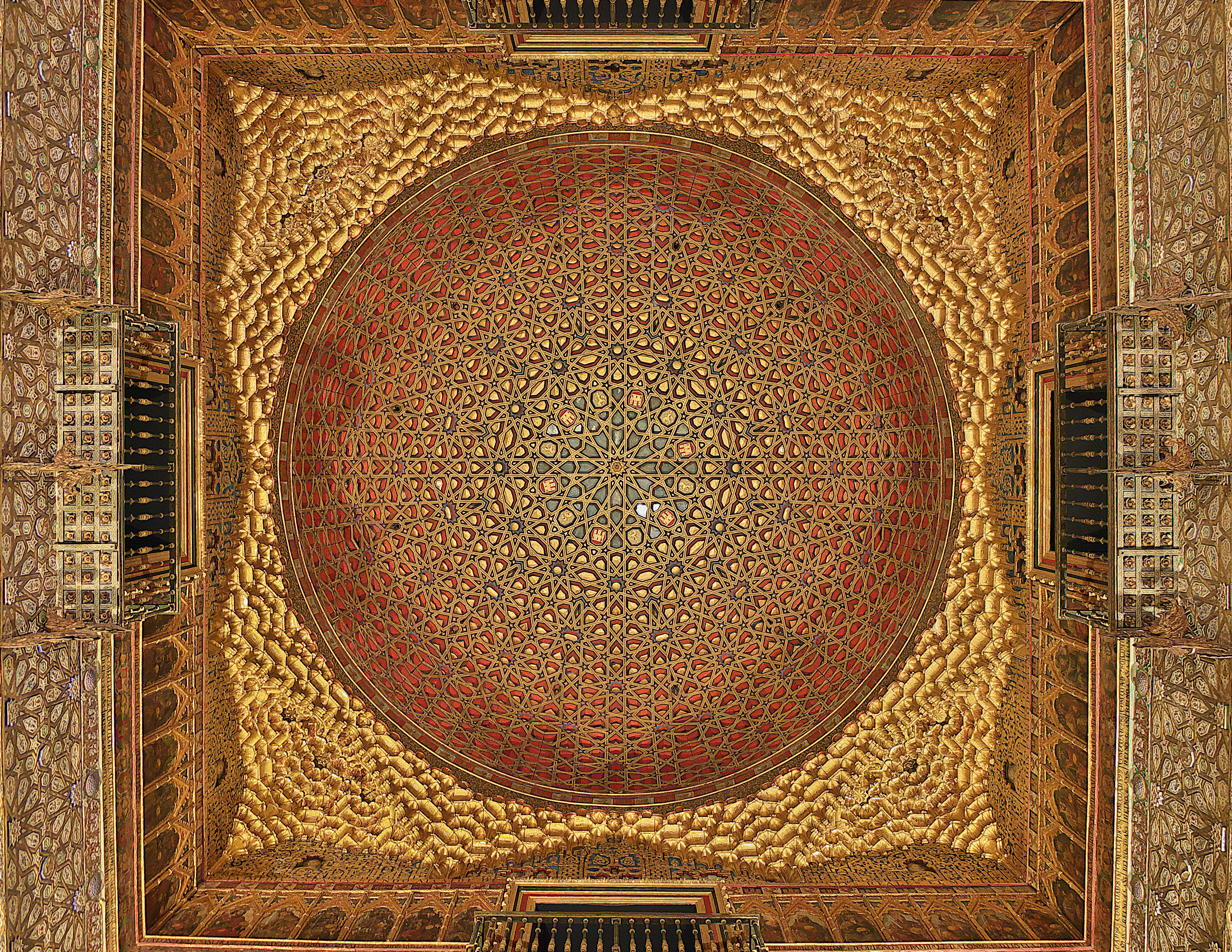
Salón de Embajadores, Real Alcázar de Sevilla.

- Cubiertas de armadura
  - Armadura a dos aguas
    - De par e hilera
    - De par y nudillo

  - Armadura a cuatro aguas
    - De lima simple o bordón
    - De lima doble o moamares
- Cubiertas circulares o abovedadas

### Arquitectura civil

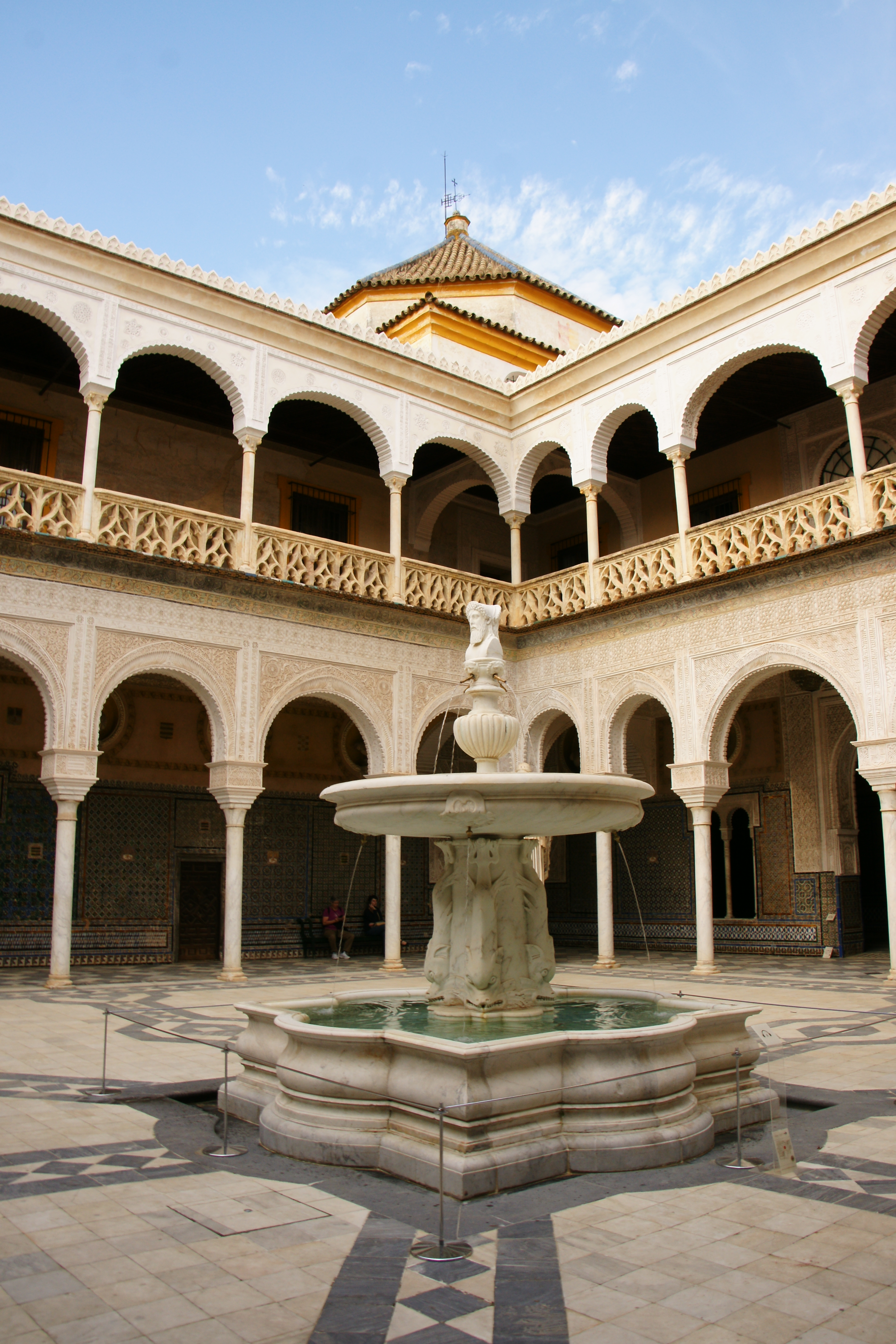
Casa de Pilatos en Sevilla.

La arquitectura civil mudéjar ofrece caracteres parecidos a la religiosa, aunque propende más al uso del arco redondo y al de herradura. Son notables los alcázares reales de los siglos XIV y XV, como el de Sevilla y, en parte, el de Segovia; el palacio de Alfonso XI en Tordesillas; los palacios de los prelados y magnates de los siglos XV y XVI, como el de Alcalá; el palacio del Duque del Infantado en Guadalajara; el de los Duques de Alcalá en Sevilla (vulgarmente, Casa de Pilatos), etc., todos con sus patios interiores rodeados de arcadas; las puertas de algunas ciudades, como la puerta del Sol en Toledo, que es del siglo XIV y, en fin, algunos castillos célebres como los de castillo de Fonseca en la villa de Coca (Segovia), entre otras muchas construcciones fáciles de reconocer por los caracteres enunciados.

## Evolución

### Inicios

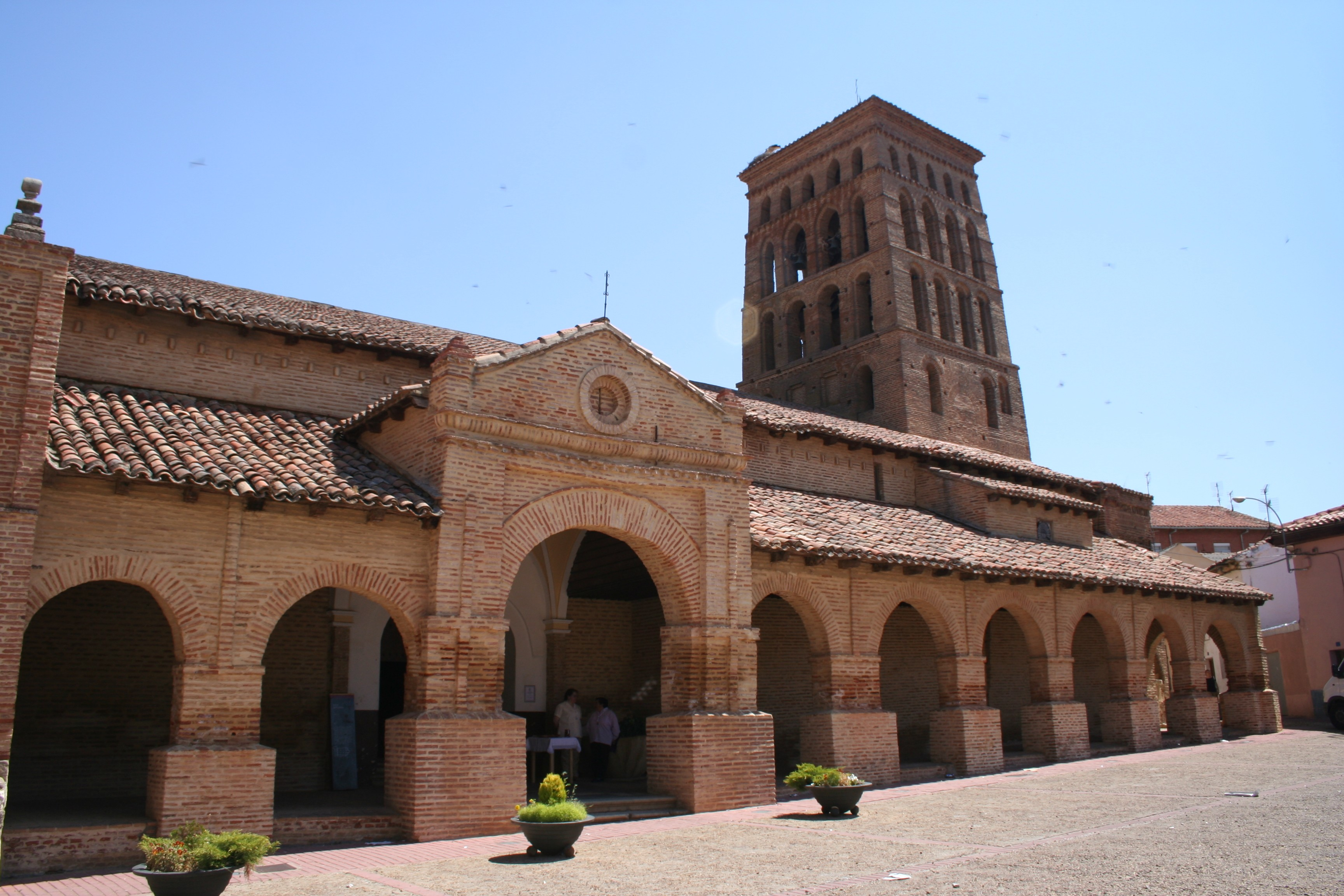
Iglesia de San Lorenzo en Sahagún

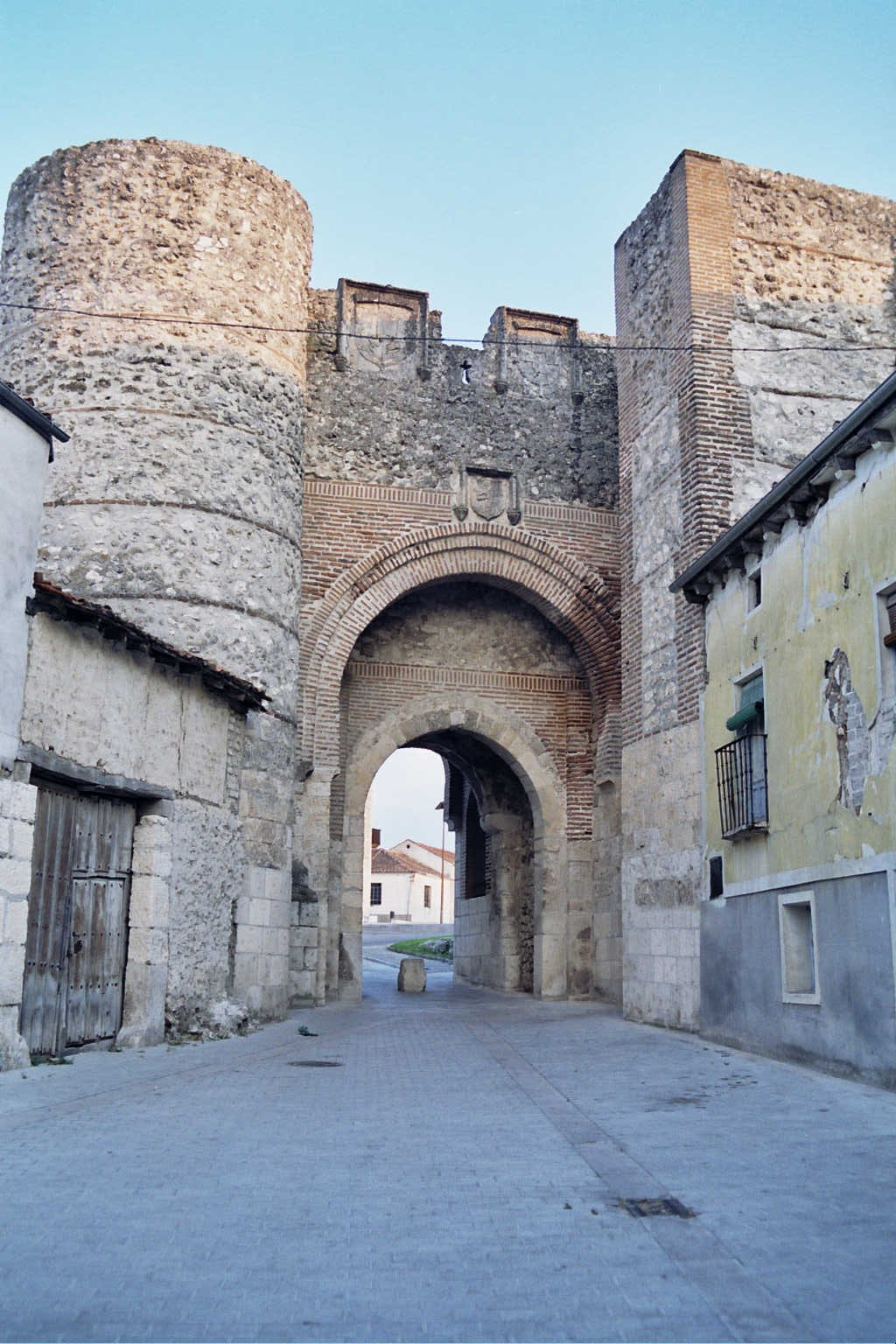
Puerta de San Basilio en Cuéllar.

Las primeras representaciones del mudéjar surgen en el siglo XII en la cuenca del Duero, con dos focos principales: las villas medievales de Cuéllar y Sahagún. En el caso de la primera, por estar situada a medio camino entre las ciudades de Segovia y Valladolid, representó una plaza de gran importancia, y en ella se implantó un emporio ganadero que le proporcionó una próspera economía a partir del siglo XII, lo que aportaría un importante número de construcciones, llegando al siglo XV con veinticuatro iglesias y con una población de 1700 habitantes. En sus construcciones, sobre todo en las puertas de la muralla de Cuéllar y especialmente en el arco de San Basilio, se advierten grandes similitudes con el mudéjar militar toledano.
En lo que respecta a la segunda villa, está situada en el Camino de Santiago y se convirtió en un fuerte centro religioso y económico en los siglos XII y XIII, donde pudieron trabajar algunas cuadrillas de alarifes de Toledo para acelerar las obras que en ese momento se ejecutaban en ella. La rapidez de estos alarifes en las construcciones de ladrillo se impondría sobre la construcción de sillería romana.
El primer brote conocido se realiza en torno al Duero y es conocido como románico de ladrillo.
Los alarifes siguen las tipologías cristianas tanto en planta como en alzado utilizando pilares, arcos de medio punto, arcos ciegos exteriores y portadas con arquivoltas, con una progresión a la que se le llama abocinamiento.
El mudéjar se consolida en el siglo XIII y se exporta hacia el sur y sureste, a tierras todas ellas llanas y con escasas canteras de piedra (Zamora, Valladolid, Ávila, Guadalajara, Madrid y oeste de Segovia, sin afectar apenas a Burgos, Palencia y Soria).
El periodo más importante en la arquitectura mudéjar en España son los siglos XII, XIV y XV, que se debe a la calidad y bajo precio de los alarifes frente a constructores cristianos. Los alarifes son maestros en la utilización del ladrillo y tardan muy poco tiempo en hacer sus construcciones. La arquitectura mudéjar es fundamentalmente decorativa, introduce nuevas soluciones que ayudan a la arquitectura actual. Emplean materiales blandos y baratos como ladrillo, yeso y barro vidriado. Se diferencia de las grandes construcciones cristianas, es una arquitectura que no utiliza grandes sillares, sino albañilería. Se sustituye la gran bóveda por techumbre plana o armaduras.

### Desarrollo

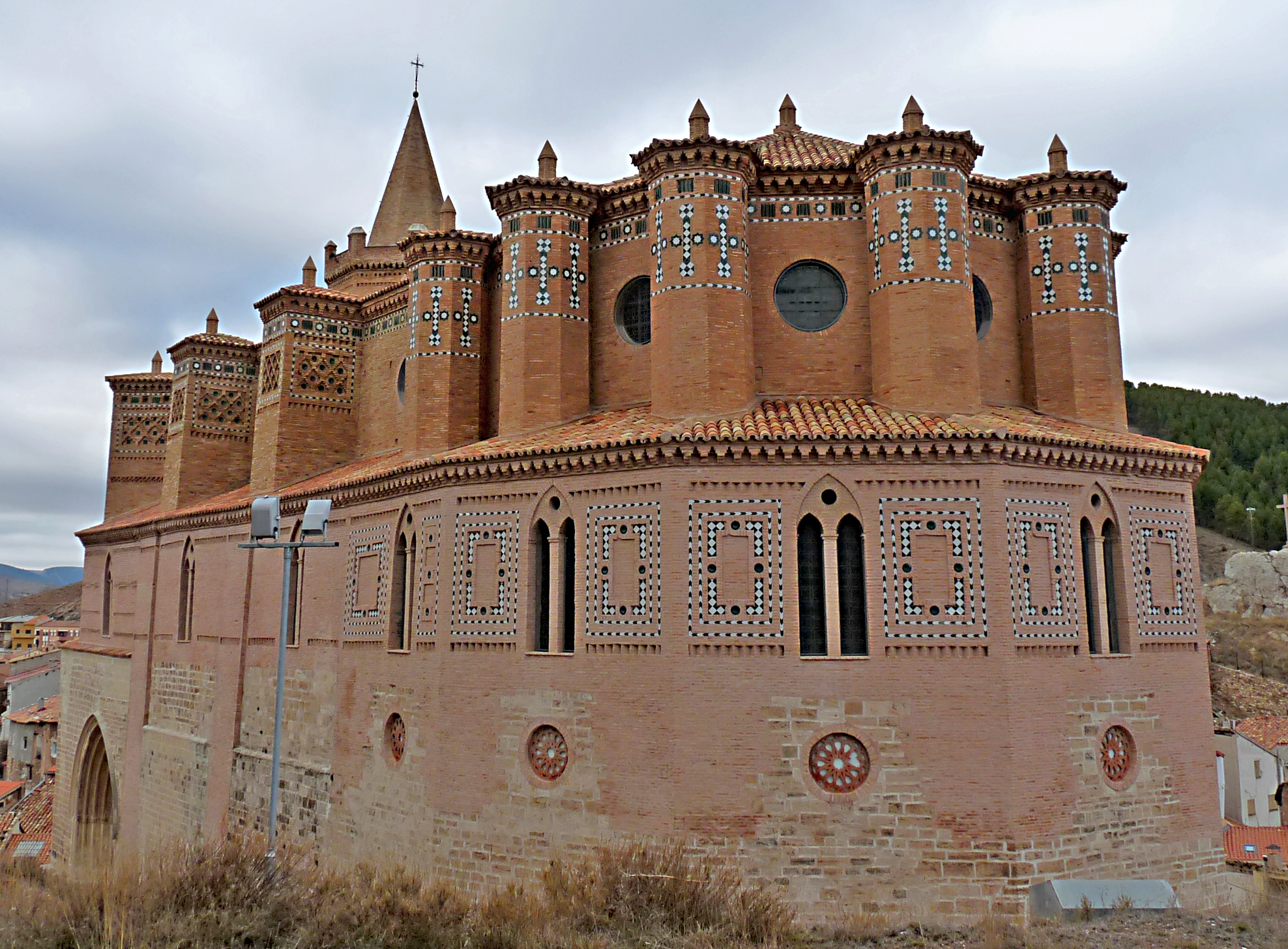
Iglesia del apóstol Santiago de Montalbán.

El ladrillo se usa con efecto decorativo y obliga a variar las proporciones de ábsides, muros y torres, siendo más pequeñas. Los muros inferiores tienen que ser más recios y sus torres más pequeñas. Estas edificaciones van apareciendo en León, Segovia, Ávila, etc.
El verdadero mudéjar se da del siglo XIII al XV y tiene sus focos más importantes en Toledo, Andalucía y el valle del Ebro. En esta época se daba un dominio casi total y se produce un contacto entre los estilos europeos y musulmanes. Se van a levantar distintas tipologías como iglesias, sinagogas y mezquitas, que se funden en un estilo común: el mudéjar.
Se empiezan a levantar esbeltas torres para las iglesias en Aragón que se asemejan a los alminares musulmanes. Se produce una fusión de elementos constructivos y decorativos, de elementos musulmanes y cristianos, correlativa con la espiritualidad entre las dos Españas. La Escuela de Traductores de Toledo y Alfonso X son el ejemplo más notable de esta cultura.
Sobre el arte mudéjar, fue influyendo la situación de la frontera, siempre móvil, además de los diversos estilos europeos que van penetrando en España y que condicionan este arte.
La posterior conquista de Andalucía dará un mudéjar más joven y con influencias directas de la arquitectura tradicional. Una figura de importancia en el mudéjar es el albañil y su mundo, en oposición con la cantería y los canteros. El "albañil", "el alarife" utiliza el ladrillo, el yeso, escayola, mampuesto, madera... Su situación de vencido lo transforma en mano de obra barata y en condiciones de construir lo que ordenen sus clientes, que serán iglesias, sinagogas, fortalezas, palacios, etc. Posteriormente los cristianos irán aprendiendo esta tradición.

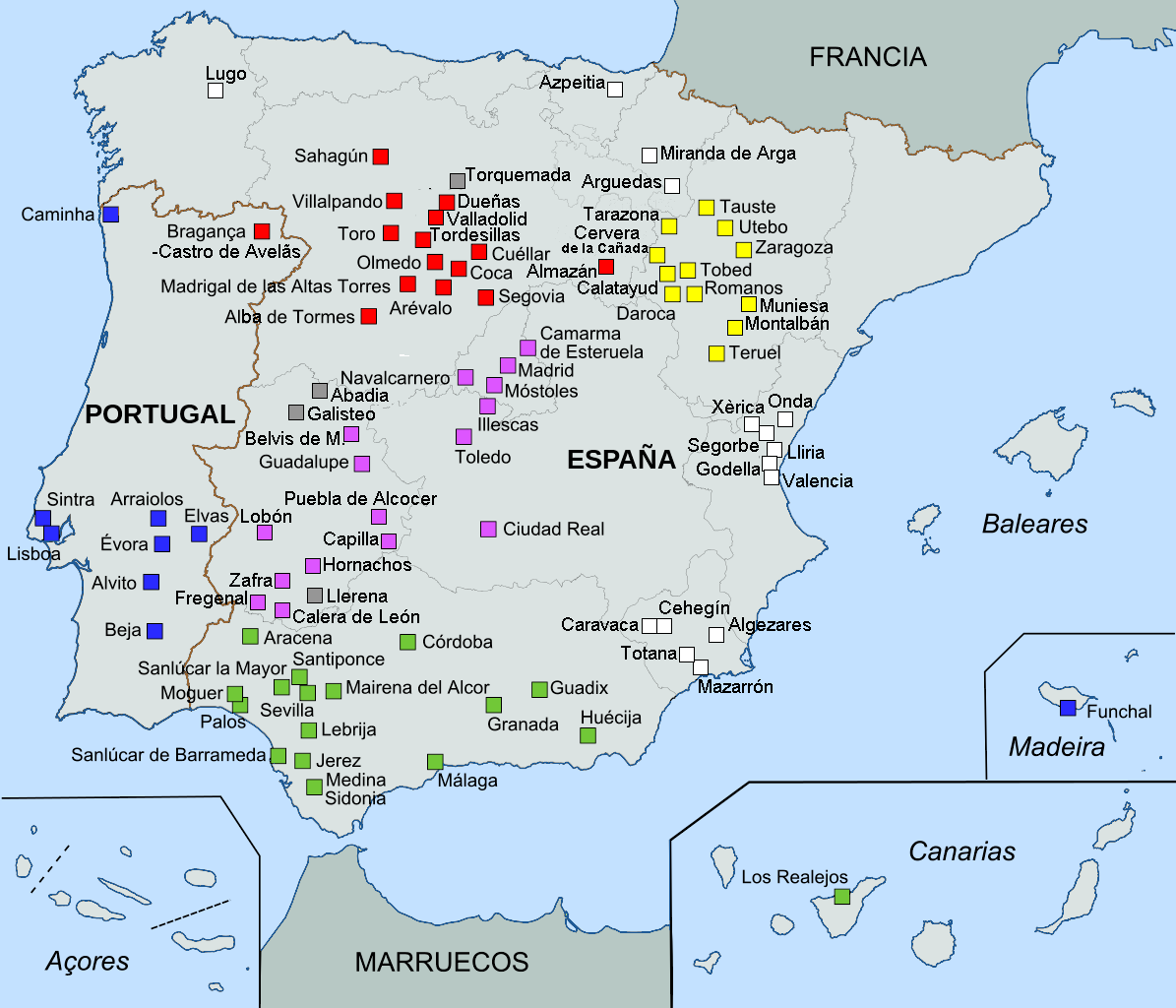
Localización de algunas obras de estilo mudéjar en España y Portugal.

## Escuelas

### Foco leonés y castellano
Del llamado «románico de ladrillo» es ejemplo la iglesia de San Tirso, acabada en 1189, de aspecto sólido y macizo. El cimborrio se eleva sobre el crucero y adelanta algunas características del románico, como la utilización de arquerías y las dos filas de arcos ciegos que aparecen en los ábsides circulares con función tectónica, que forma el esqueleto del edificio. Conforma un soporte y empuje que sostiene el muro. Los edificios mudéjares copian a los cristianos y desarrollan su planta y altura pero en ladrillo. Al emplear ladrillo en el interior, se pierde la columna y se utiliza el pilar. Otra característica es el cimborrio, que a pesar de ser tan pesado, al ser calado va a transmitir sensación de ligereza. En el cimborrio conforme ascendemos, los vanos son mayores para aligerar el peso y conseguir altura. Otro ejemplo es la iglesia de San Martín de Arévalo en Ávila; lo más característico son las dos torres realizadas en ladrillo, sustentadas y decoradas por arquerías ciegas que se convierten en vanos en la parte superior. Se utiliza ladrillo, así como mampostería. También la iglesia de San Andrés de Cuéllar, con una fachada principal de ladrillo muy característica y de las pocas que se conservan; su planta fue calificada por Vicente Lampérez y Romea como la mejor del estilo.
Sus edificios de ladrillo ofrecen una decoración con arcos ciegos de medio punto, juegos de recuadros con rehundimientos y frisos con dientes de sierra. Se localizan tres focos principales: Arévalo, Cuéllar y Sahagún, constituyendo el foco cuellarano el más numeroso de Castilla y León. Otro foco es el vallisoletano, con los municipios de Santervás de Campos y Olmedo, mientras que al de Ávila se une el mudéjar de Madrigal de las Altas Torres.
Son muy numerosas las iglesias, como por ejemplo San Tirso, San Lorenzo y San Pedro de Dueñas, de Sahagún, o las once que se localizan en Cuéllar, donde son importantes igualmente sus tres puertas mudéjares y los restos del mismo arte que se reparten por diferentes puntos de su recinto amurallado.

### Mudéjar aragonés

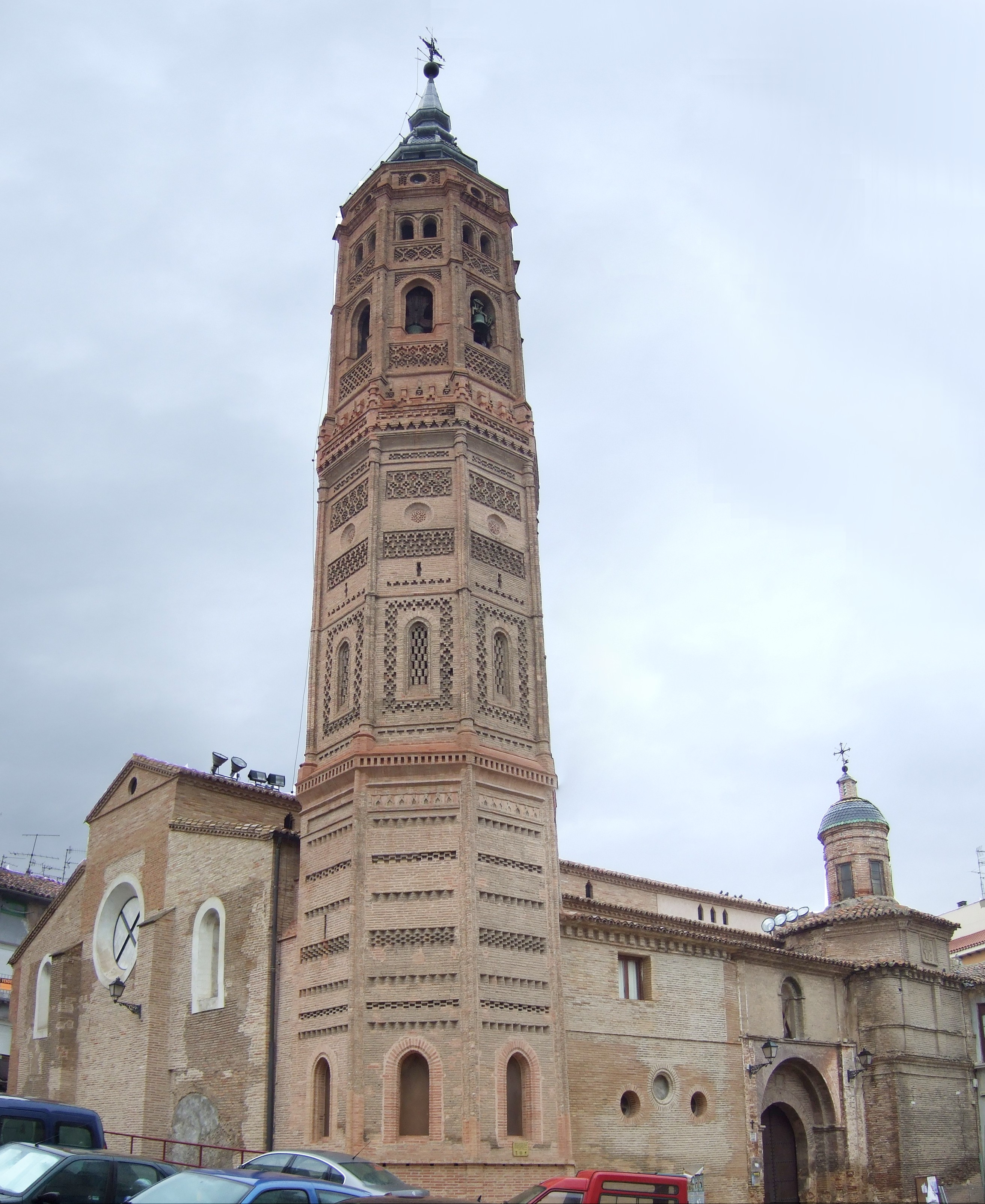
Torre de la iglesia de San Andrés de Calatayud

El mudéjar aragonés tiene una personalidad muy característica. Sorprende su colorismo, que recibe del uso de azulejos exteriores y los innumerables recursos que extraen del ladrillo. Originales torres de iglesias.
El mudéjar aragonés se distribuye fundamentalmente en el valle medio del Ebro, el del Jalón y el del Jiloca en las provincias de Zaragoza y Teruel, hasta el punto de que el conjunto mudéjar de la capital de esta última provincia (donde descuellan sus torres de San Pedro, del Salvador, de San Martín y de la Catedral) fue declarado Patrimonio de la Humanidad en 1986, reconocimiento que en 2001 se amplió a otros monumentos de Aragón, destacando la colegiata de Santa María de Calatayud, la iglesia de Santa Tecla de Cervera de la Cañada, la de Santa María de Tobed y los elementos mudéjares de la iglesia de San Pablo, la Seo y la Aljafería de Zaragoza.
La descripción de su importancia es la siguiente:

El desarrollo en el siglo XII del arte Mudéjar en Aragón es consecuencia de las condiciones políticas, sociales y culturales particulares que prevalecieron en España después del Reconquista. Este arte, influido por la tradición islámica, refleja también los varios estilos europeos contemporáneos, particularmente el gótico. Presente hasta el inicio del siglo XVII, está caracterizado por un uso extremadamente refinado e inventivo del ladrillo y de azulejos esmaltados en arquitectura, especialmente en los campanarios de iglesias.
Declaración del Mudéjar Aragonés en la página oficial de la UNESCO.

La justificación de la declaración está sustentada en el criterio IV de la misma organización:

Criterio IV. Por ser un ejemplo excepcional de un tipo de edificio, conjunto arquitectónico o tecnológico o paisaje que ilustra un periodo significativo en historia humana.
Criterios de selección (UNESCO, Patrimonio de la Humanidad).

### Foco de Toledo
El estilo toledano ofrece y reúne todas las formas mudéjares en distintos edificios, aunque sin presentar en la forma gótica la brillantez del de Aragón.

### Andalucía

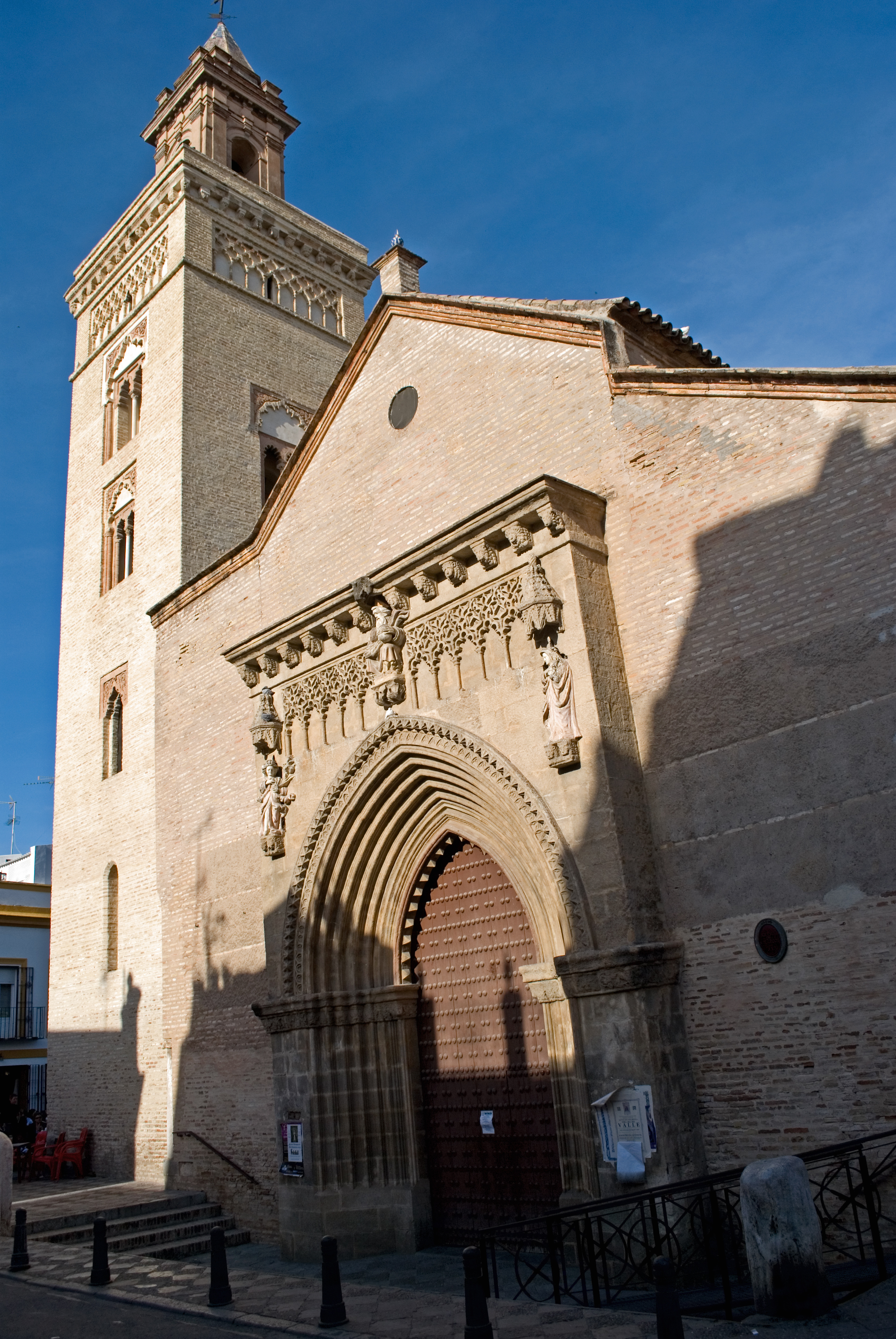
Iglesia de San Marcos, Sevilla.

En el foco mudéjar andaluz se diferencian los estilos de la Baja Andalucía y de la Andalucía Penibética. En Córdoba se mantiene el empleo de la piedra, mientras que en Sevilla predominan el ladrillo y las formas almohades y la construcción de capillas funerarias, iglesias, palacios y sinagogas. Por sus características formales y por su tardía cronología se distingue el mudéjar de la Alta Andalucía, donde perviven elementos de inspiración nazarí, aunque su desarrollo fue frenado por auge del Renacimiento.

### Comunidad Valenciana

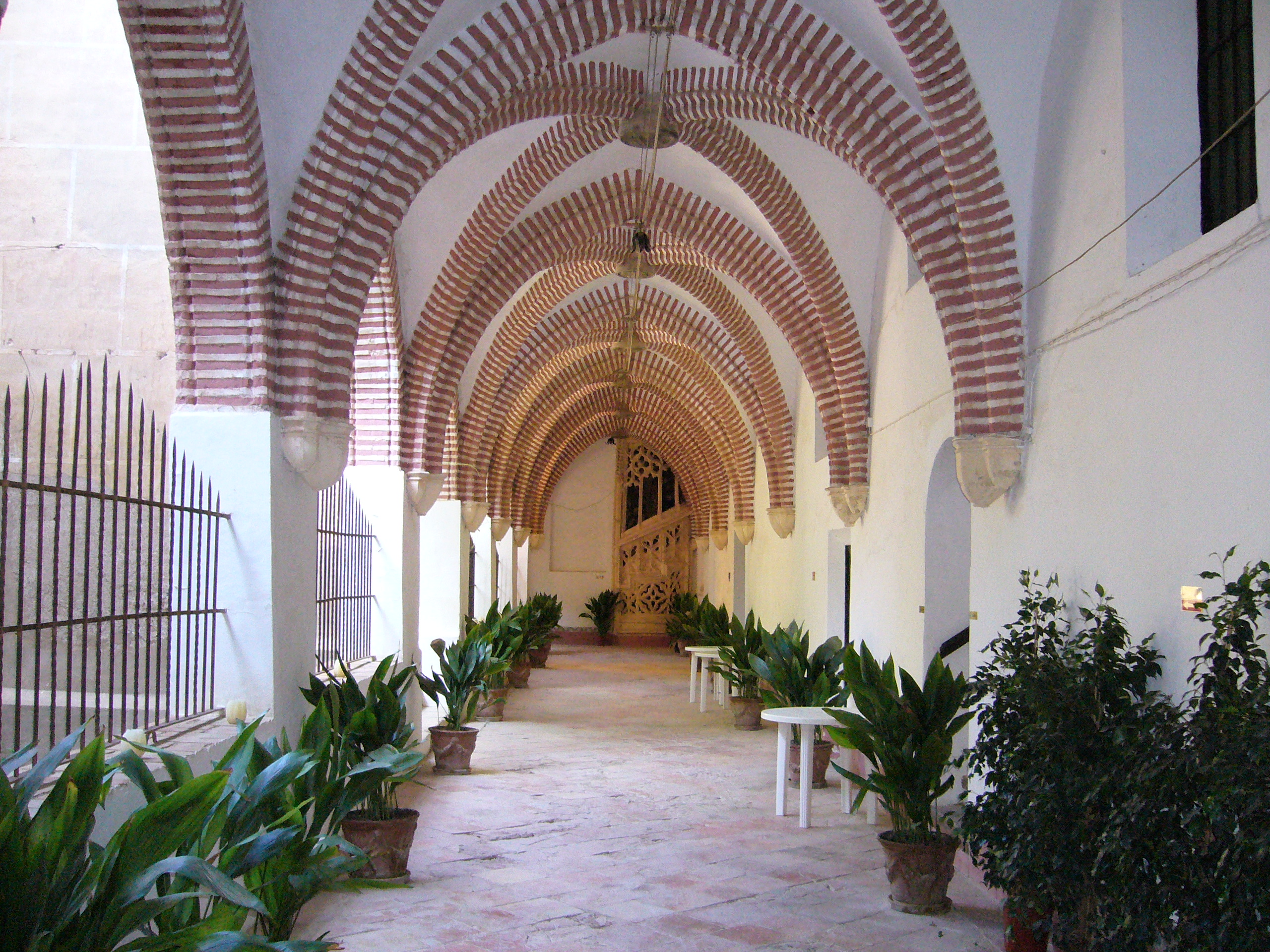
Claustro del Monasterio de San Jerónimo de Cotalba, en Alfauir (Valencia).

El arte mudéjar valenciano se centra en las provincias de Castellón y Valencia, siendo en esta última donde se encuentran los testimonios más numerosos. La Torre de la Alcudia, en Jérica (Castellón) es la única torre mudéjar que se conserva en la Comunidad Valenciana. En la provincia de Valencia destaca por su especial singularidad el claustro gótico-mudéjar del Monasterio de San Jerónimo de Cotalba, en Alfauir y los baños árabes, con dos interesantes ejemplos, los Baños del Almirante en Valencia y los de Torres Torres.

### Canarias
Tras la conquista del archipiélago se necesitaba de una arquitectura rápida y funcional, considerándose que la mejor solución constructiva era, sin duda, la mudéjar. Esto se vio favorecido por la llegada a las islas de andaluces, extremeños y portugueses, así como de moriscos expulsados del territorio peninsular.  

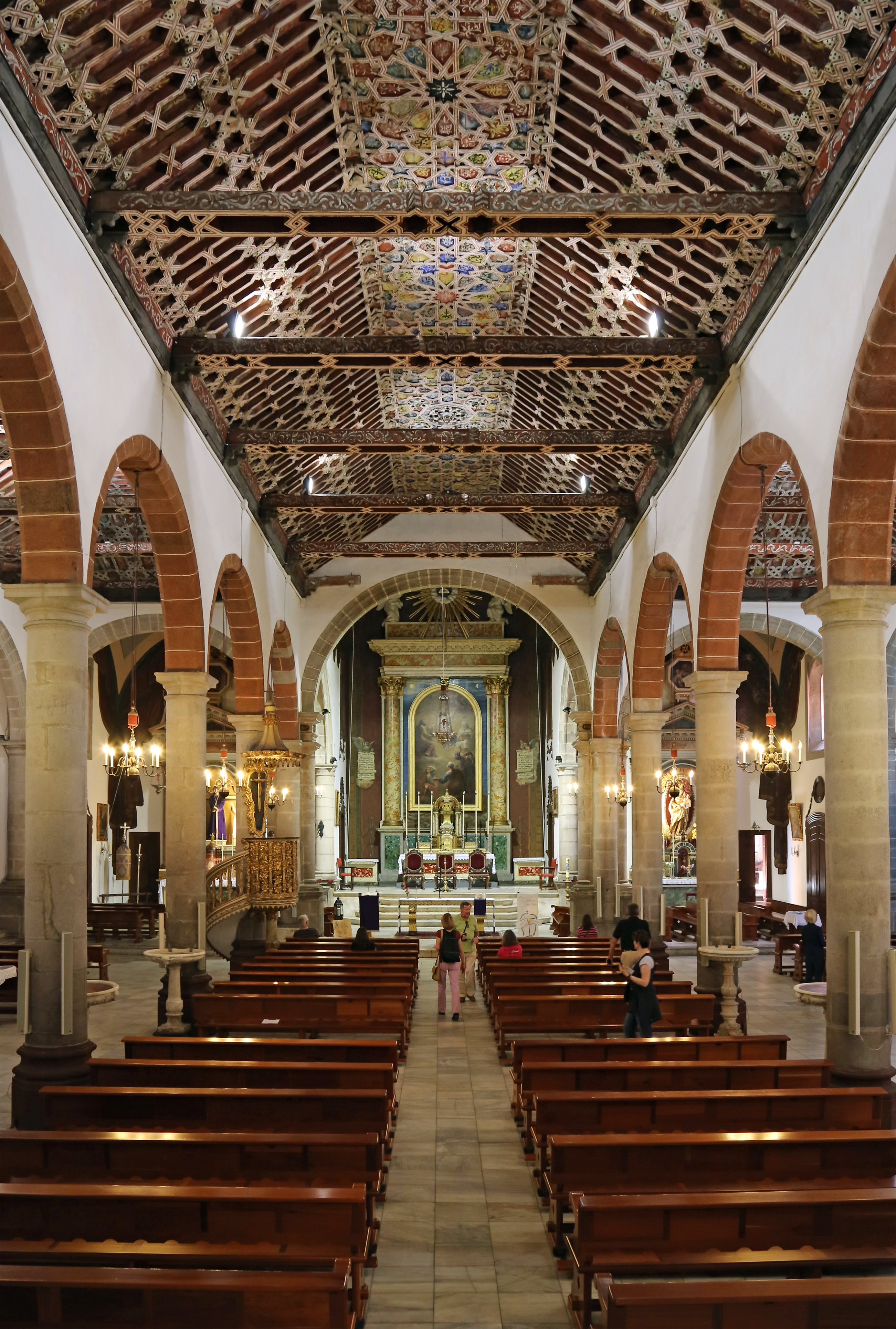
Iglesia Matriz de El Salvador

La mezcla de estas culturas, la gran abundancia de la resistente madera de tea y la laxitud en la aplicación de la legislación gremial lejos de la metrópoli, desembocó en un mudéjar propio que destaca principalmente por el trabajo de carpintería en techos, balcones y ajimeces.

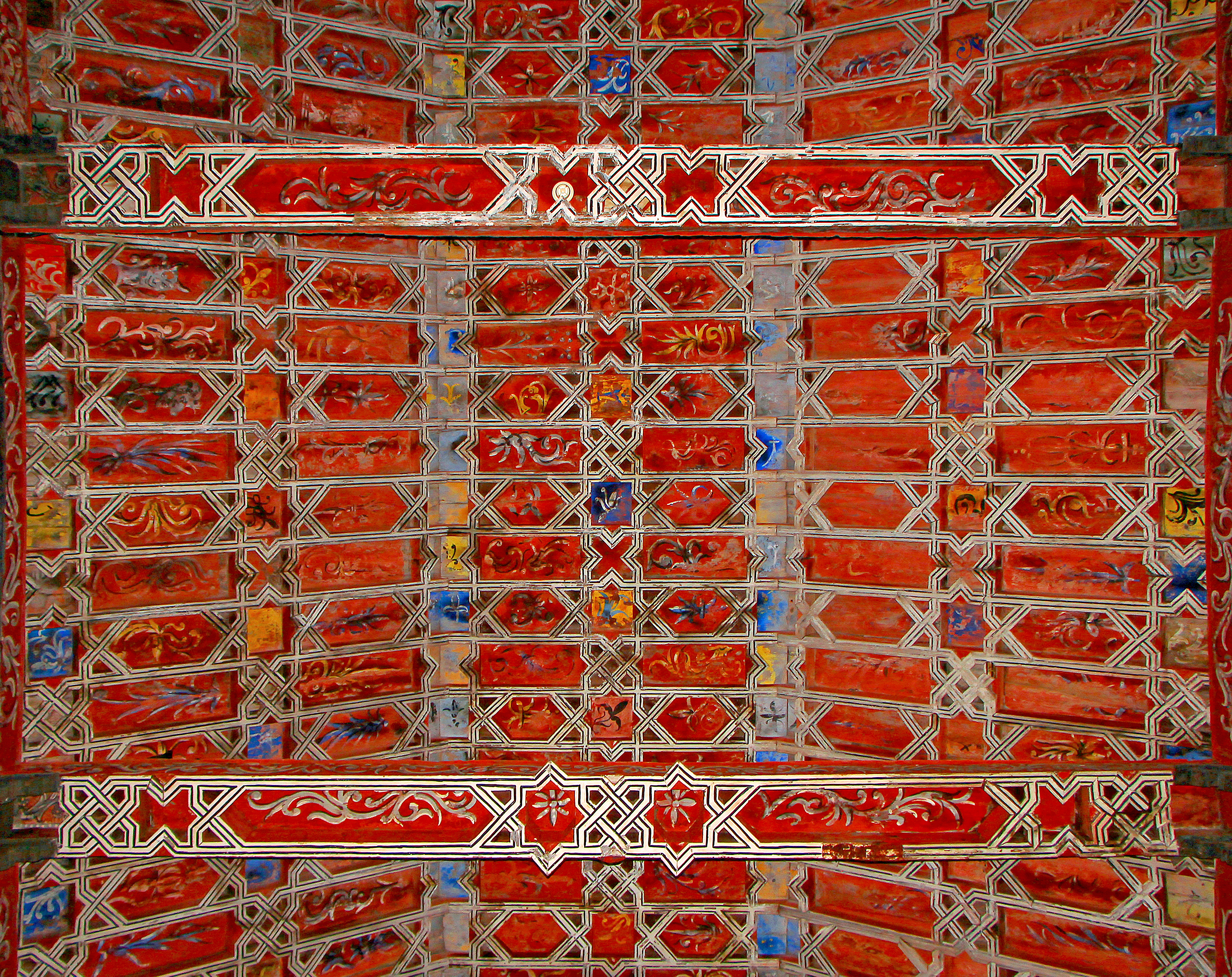
Detalle de la Iglesia Matriz de El Salvador

Los ejemplos más antiguos del archipiélago se localizan en Santa Cruz de La Palma. Se trata de varias techumbres datadas en el siglo XVI.

### Portugal
En Portugal también se conservan ejemplos de arquitectura mudéjar, aunque en menor medida y con una decoración mucho más simple que en España. El mudéjar de ladrillo se encuentra solo en el ábside de la iglesia de Castro de Avelãs, en Braganza, que es muy parecido al de Sahagún. 
Un estilo híbrido gótico-mudéjar se desarrolló sobre todo en el Alentejo durante los siglos XV y XVI, conviviendo con el estilo Manuelino. Las ventanas del Palacio Real y el Palacio de los Condes de Basto, en Évora son buenos ejemplos de este estilo híbrido. Elementos decorativos de inspiración mudéjar se encuentran en los azulejos de iglesias y palacios, como los azulejos del siglo XVI importados de Sevilla que decoran el Palacio Nacional de Sintra. Techos de madera mudéjar se encuentran en iglesias de Sintra, Caminha, Funchal, Lisboa y otros lugares.

## Obras mudéjares

### En Navarra
- La Torre del Reloj en Miranda de Arga.
- La Iglesia de San Esteban de Arguedas.
- La Iglesia de San Irineo de Valtierra.
- La Ermita de Santa María la Real del Yugo.

### En el País Vasco
- La Casa Antxieta en Azpeitia.
- La Casa-torre de los Loyola en Azpeitia (dentro del complejo del Santuario de San Ignacio).

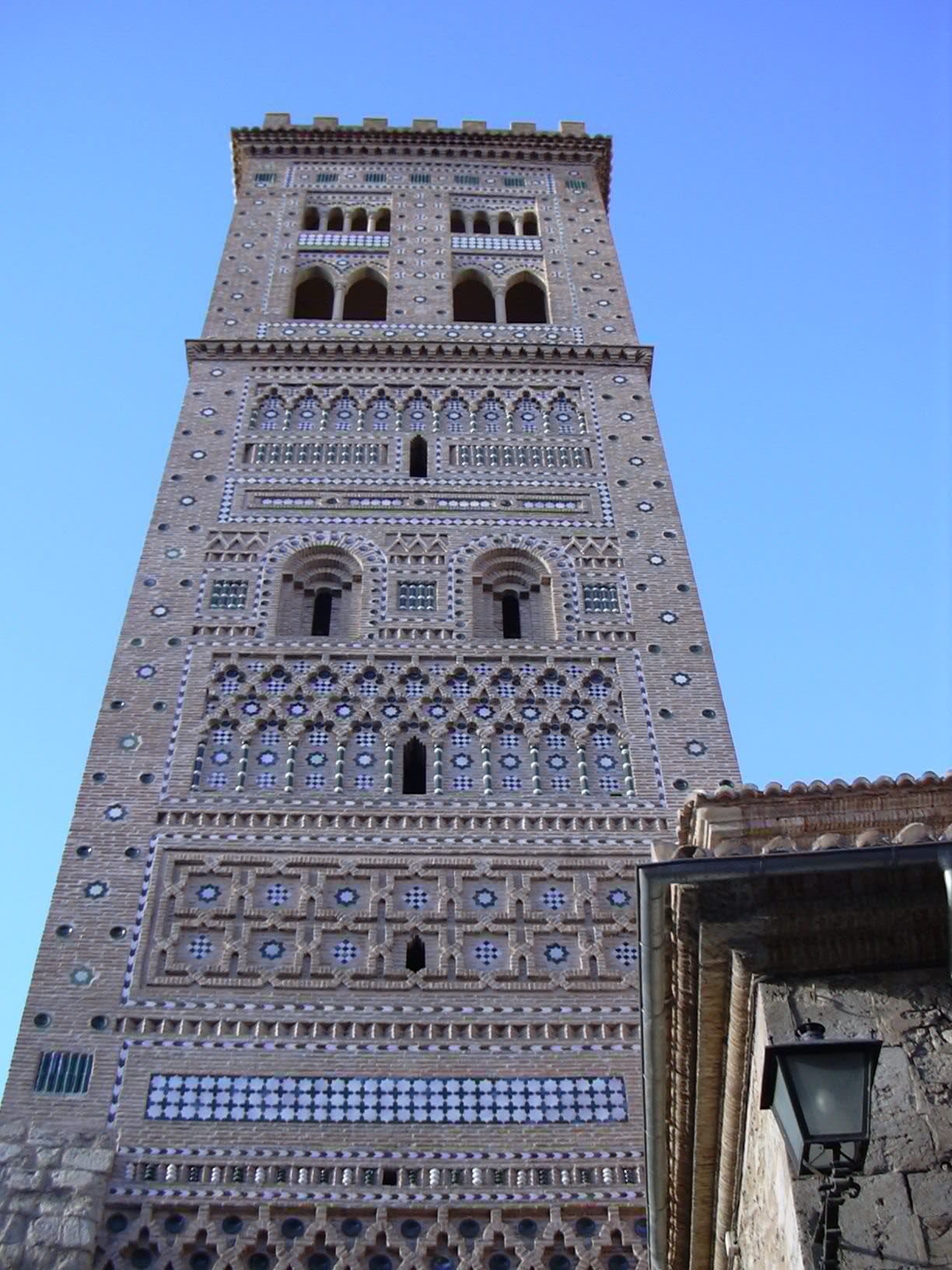
Torre mudéjar de San Martín (Teruel).

### EnAragón
Provincia de Teruel
- Catedral de Teruel.
- Las torres mudéjares de Teruel.
- Torre de la iglesia de Muniesa.
- Iglesia de Santiago Apóstol de Montalbán.
- Torre de la iglesia de la Asunción Albalate del Arzobispo
- Torre y capilla del Castillo Arzobispal de Albalate del Arzobispo

Provincia de Zaragoza
- En Zaragoza, el palacio de Pedro IV y el palacio de los Reyes Católicos de la Aljafería.
- El Monasterio del Santo Sepulcro.
- Ábsides, cimborrio y parroquieta de la Catedral de San Salvador.
- Las iglesias de San Pablo, la Magdalena y de San Gil.
- Catedral de Tarazona e iglesia de la Magdalena.
- Ejemplos en Tauste, Utebo, Ricla, Romanos, Calatayud, Terrer y Daroca, destacando sus torres.
- La torre mudéjar de la Iglesia de la Asunción de Nuestra Señora en Monterde.
- En Paniza, la iglesia de Nuestra Señora de los Ángeles.
- Torre de la antigua iglesia de Monzalbarba
- Torre de la iglesia parroquial de Plenas

### EnGalicia
- En Lugo la iglesia de San Pedro.[12]

### EnCastilla y León
Provincia de Ávila

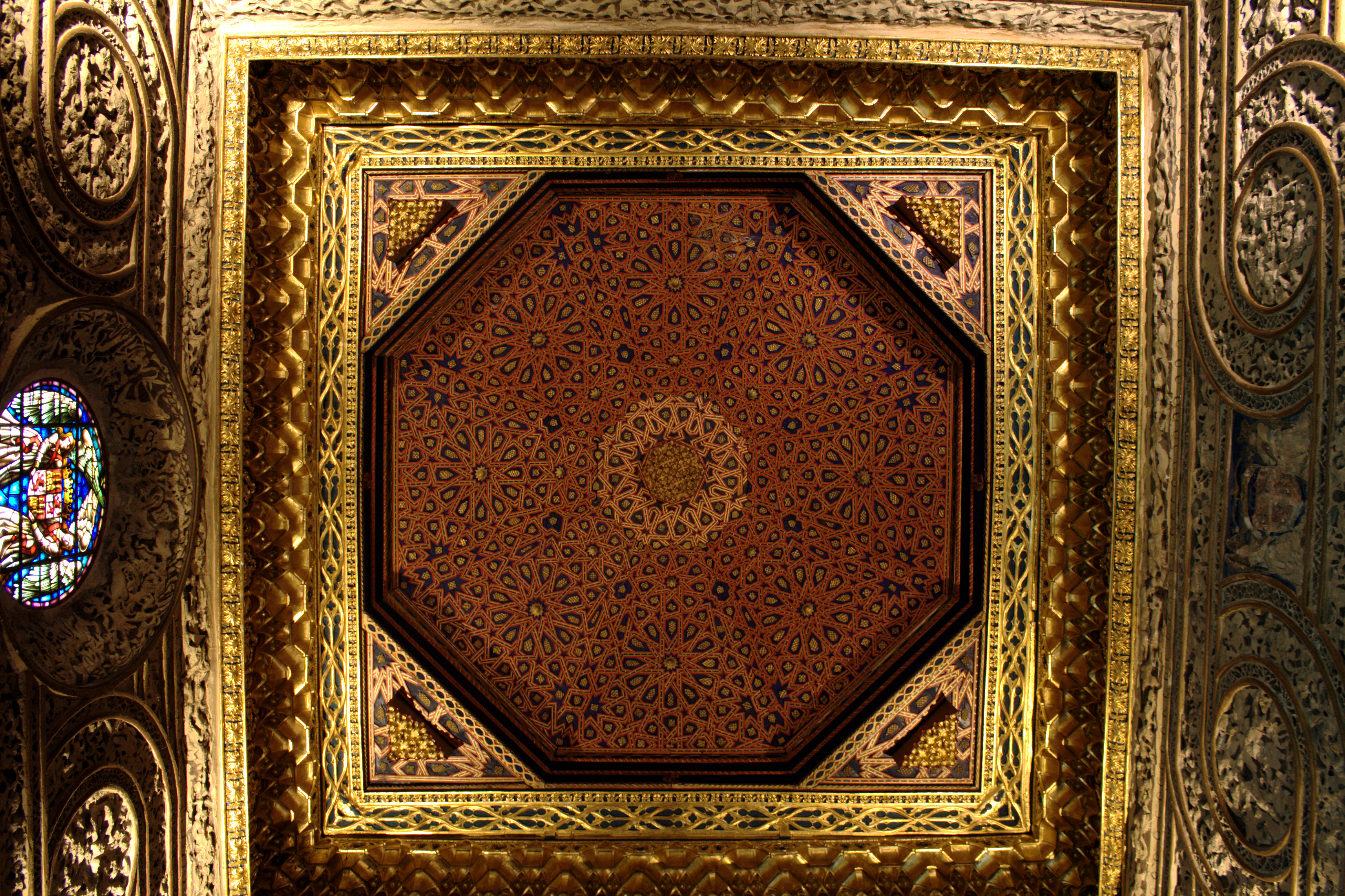
Alcázar de Segovia.

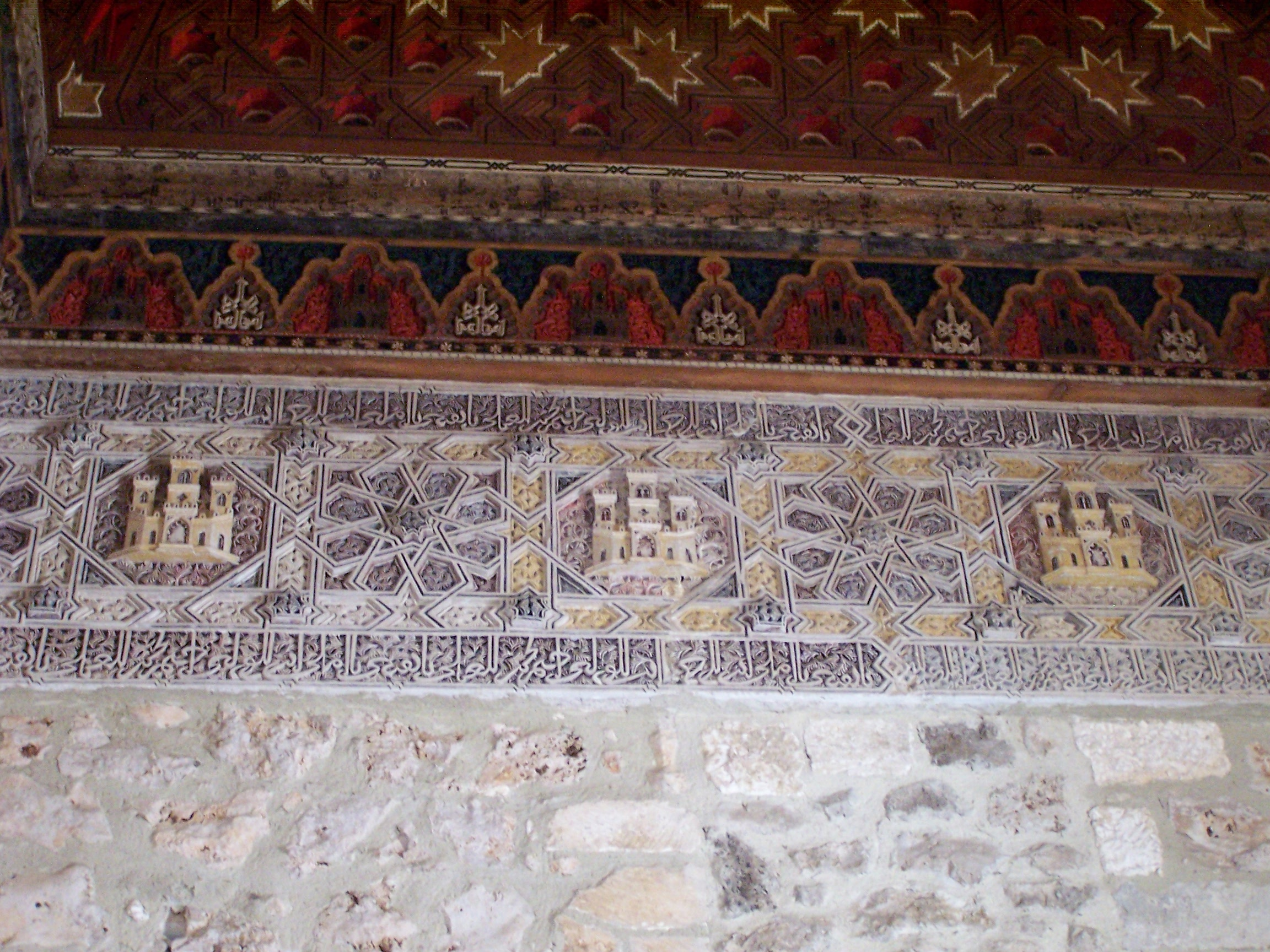
Yesería mudéjar en el Monasterio de Las Huelgas (Burgos).

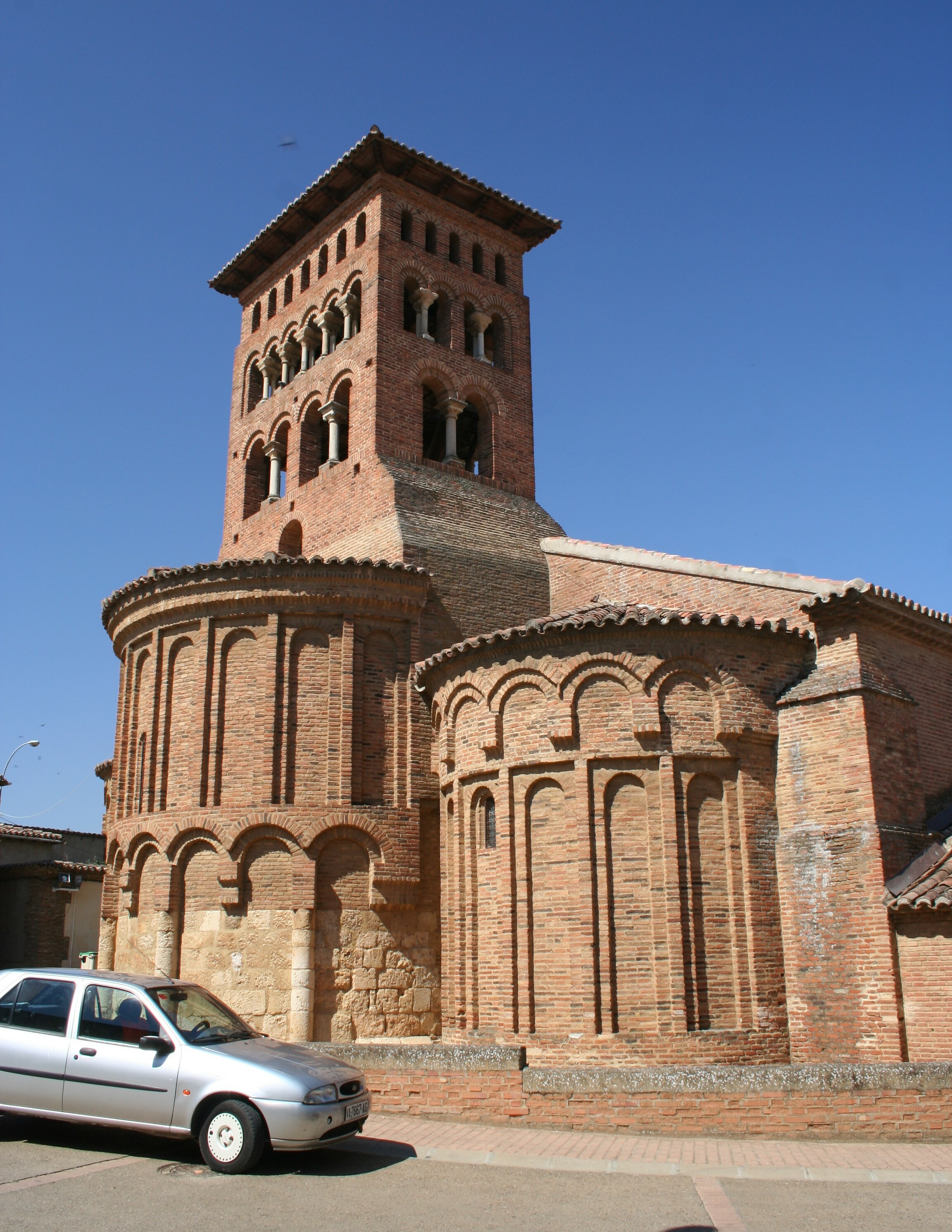
Iglesia de San Tirso en Sahagún.

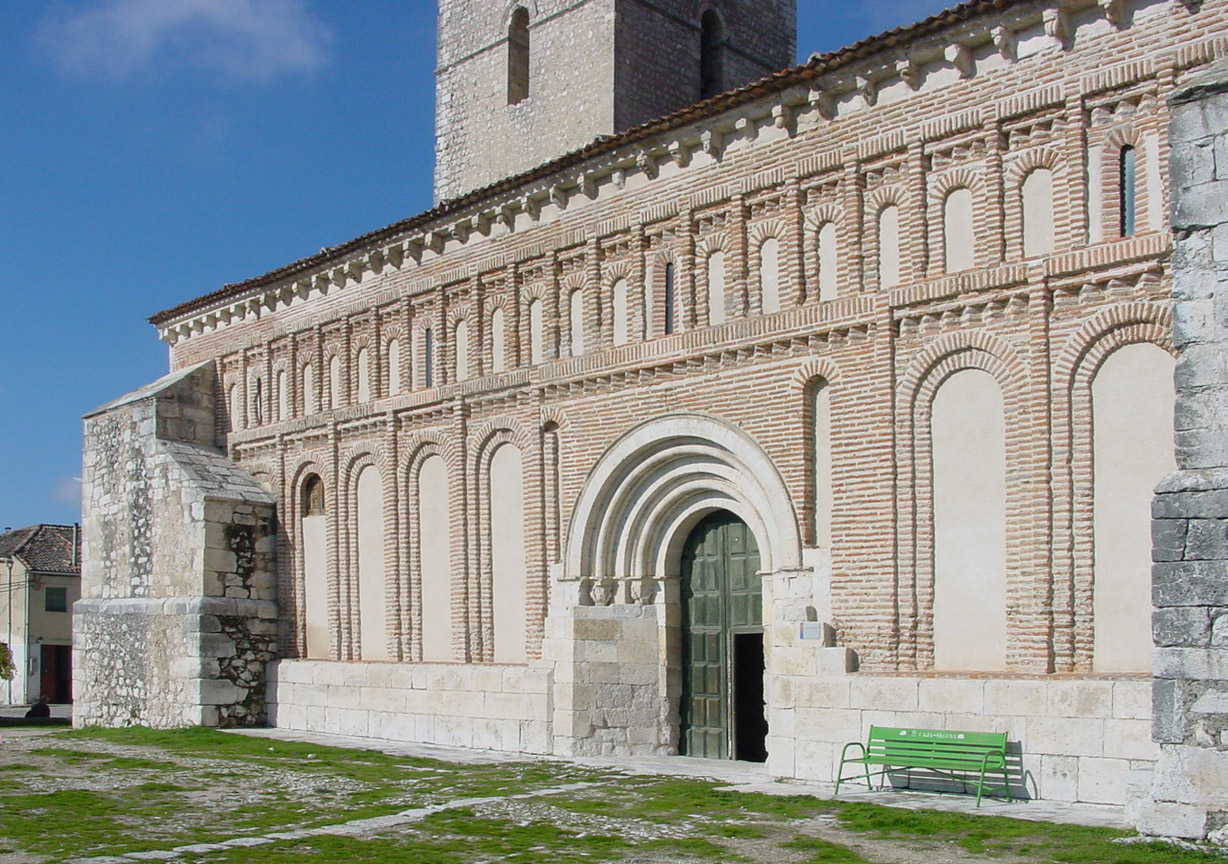
Iglesia de San Andrés de Cuéllar.

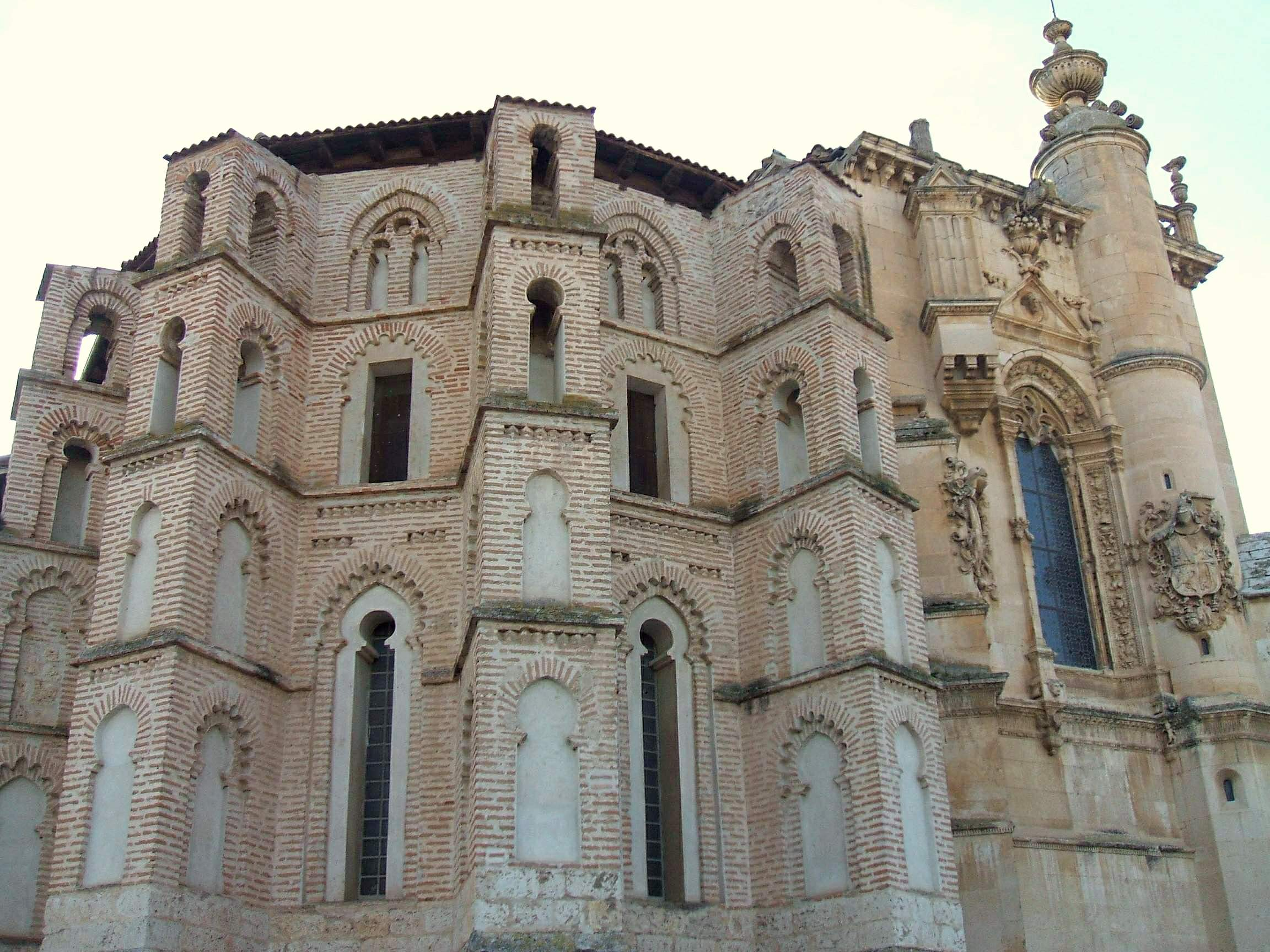
Convento de San Pablo (Peñafiel).

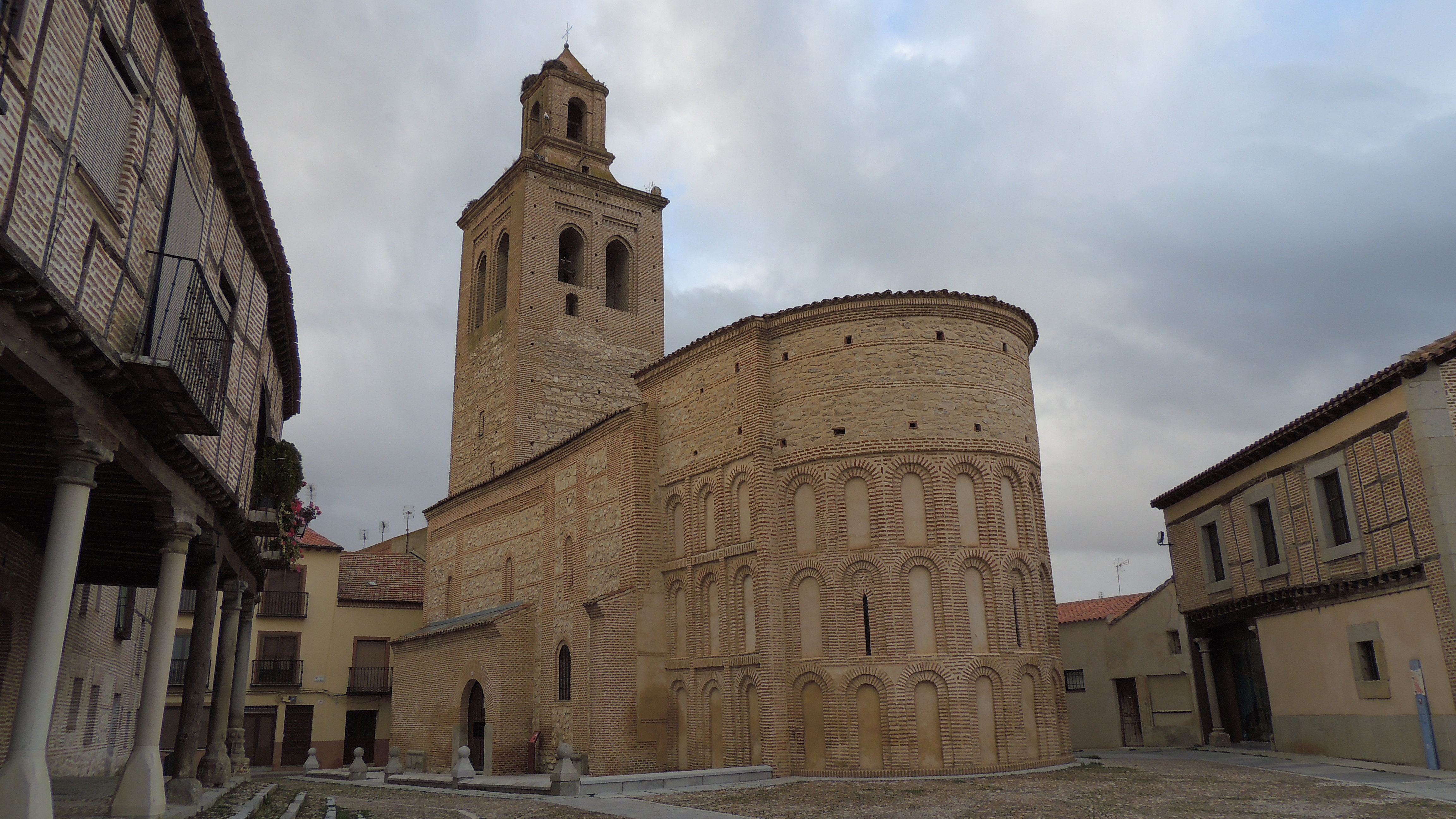
Iglesia de Santa María la Mayor (Arévalo).

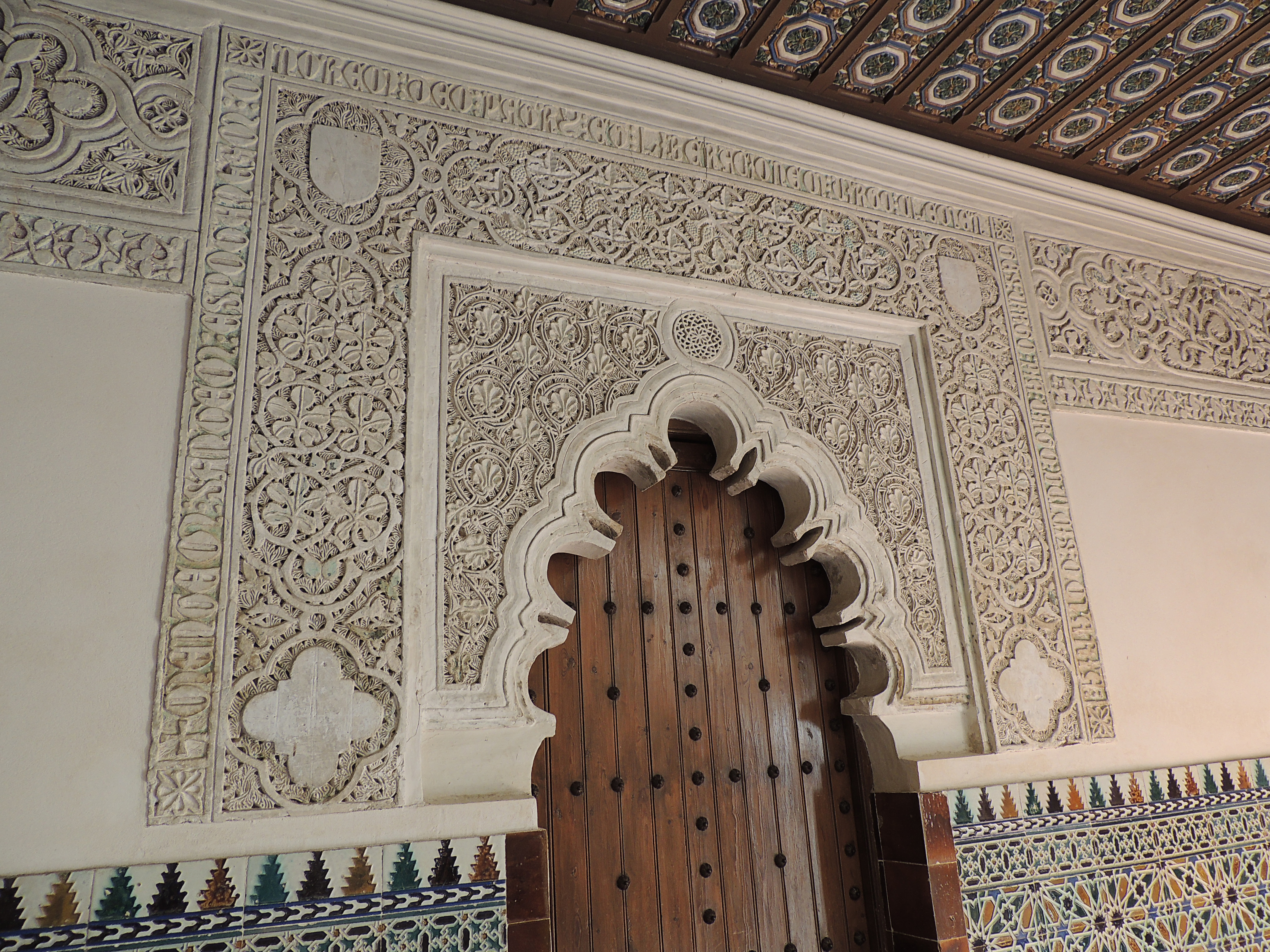
Palacio de Pedro I, Tordesillas.

- En Arévalo las iglesias de Santa María, San Martín, La Lugareja, San Juan, El Salvador y San Miguel.
- En Barromán la Iglesia de la Asunción.
- En Fuente el Saúz la Iglesia de la Asunción de Nuestra Señora (Fuente el Sauz)
- En Madrigal de las Altas Torres, la iglesia de San Nicolás, la de Santa María del Castillo y restos en su muralla.
- En Donvidas la cabecera de su iglesia parroquial.
- En Narros del Castillo, la iglesia de Santa María del Castillo.
- En Narros del Puerto, la iglesia de Nuestra Señora de la Asunción.
- En Fontiveros, la iglesia de San Cipriano.

Provincia de León
- En Sahagún, las iglesias de San Lorenzo, San Tirso, La Peregrina, La Trinidad, la ermita de la Virgen del Puente y las ruinas del monasterio de San Benito.

Provincia de Palencia
- En Astudillo el Convento de Santa Clara (Astudillo)

Provincia de Salamanca
- En Alba de Tormes la iglesia de San Juan y la de Santiago.
- En Ciudad Rodrigo la iglesia de San Pedro y San Isidoro.
- En Béjar, la iglesia de Santa María la Mayor.
- En Salamanca la iglesia de Santiago del Arrabal.
- En Villar de Gallimazo la Iglesia de San Pedro ad Víncula y San Felipe.

Provincia de Segovia
- El amplio conjunto de arquitectura mudéjar de Cuéllar es el foco más numeroso de Castilla y León, y está compuesto por las iglesias de San Andrés, San Martín, San Esteban y El Salvador; los ábsides de la iglesia de Santiago y de la Trinidad, la torre de la iglesia de Santa Marina, varias puertas y torreones de la muralla de Cuéllar y la puerta sur del castillo de los duques de Alburquerque, así como restos en las iglesias de Santa María de la Cuesta, Santo Tomé y San Miguel. Cuenta además con el palacio de Santa Cruz, y con el Centro de Interpretación del Arte Mudéjar, pionero en España.
- En Narros de Cuéllar, la ermita de San Marcos.
- En Campo de Cuéllar, la ermita de San Mamés.
- El Castillo de Coca.
- El Alcázar de Segovia.
- En Samboal, la Iglesia de San Baudilio.
- En Montuenga, la iglesia de San Bartolomé.
- En Tolocirio, la iglesia fortificada de San Pedro Apóstol.
- En Aguilafuente, las iglesias de Santa María y San Juan.
- En Pinarejos, la iglesia de Nuestra Señora de la Asunción.
- En Nieva, la iglesia de San Esteban.
- En Rapariegos, la iglesia de San Pedro.
- En Zarzuela del Monte, la iglesia de San Vicente.

Provincia de Soria
- En Almazán, la iglesia de San Miguel, especialmente su bóveda estrellada del siglo XII.

Provincia de Valladolid
- En Peñafiel el convento de San Pablo.
- En Medina del Campo el castillo de La Mota.
- En Olmedo la iglesia de San Miguel y las ruinas de la de San Andrés, y restos en su muralla. Dispone del Parque temático Mudéjar.
- En Alcazarén, la iglesia de Santiago y la cabecera de la iglesia de San Pedro.
- El Palacio de Tordesillas, actual Real Monasterio de Santa Clara.
- En Muriel de Zapardiel, la iglesia de Nuestra Señora del Castillo.
- En Mojados, la iglesia de Santa María.
- En Pozaldez, la iglesia de San Boal.
- En Aldea de San Miguel, la iglesia de San Miguel.
- En Íscar, la iglesia de Santa María.
- En Bobadilla del Campo la Iglesia Parroquial de San Matías.
- En Santibáñez de Valcorba la iglesia de San Juan Evangelista.

Provincia de Zamora
- En Toro las iglesias de San Salvador de los Caballeros y San Lorenzo el Real.
- En Villalpando la iglesia de Santa María la Antigua.

Provincia de Burgos
- En Arcos de la Llana Iglesia de San Miguel Arcángel (Arcos de la Llana).
- En Burgos el Monasterio de Las Huelgas (Burgos)

### EnCastilla-La Mancha
Provincia de Ciudad Real

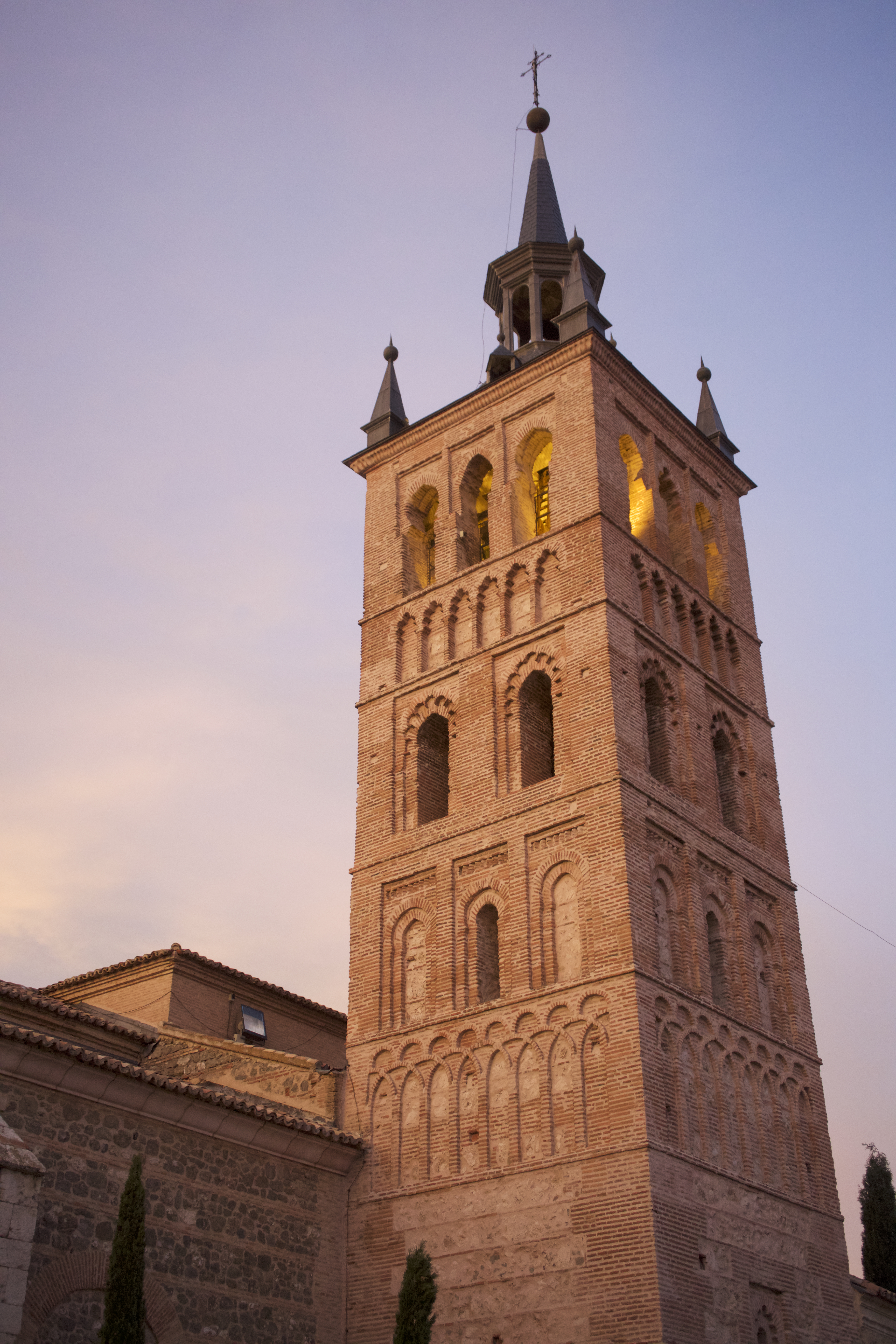
Iglesia de Santa María (Illescas).

- Iglesia de Santiago de Ciudad Real.
- Puerta de Toledo de Ciudad Real.

Provincia de Toledo
- Iglesia de Illescas.
- Sinagoga del Tránsito.
- Iglesia de Santa María la Blanca.
- Iglesia de San Román.

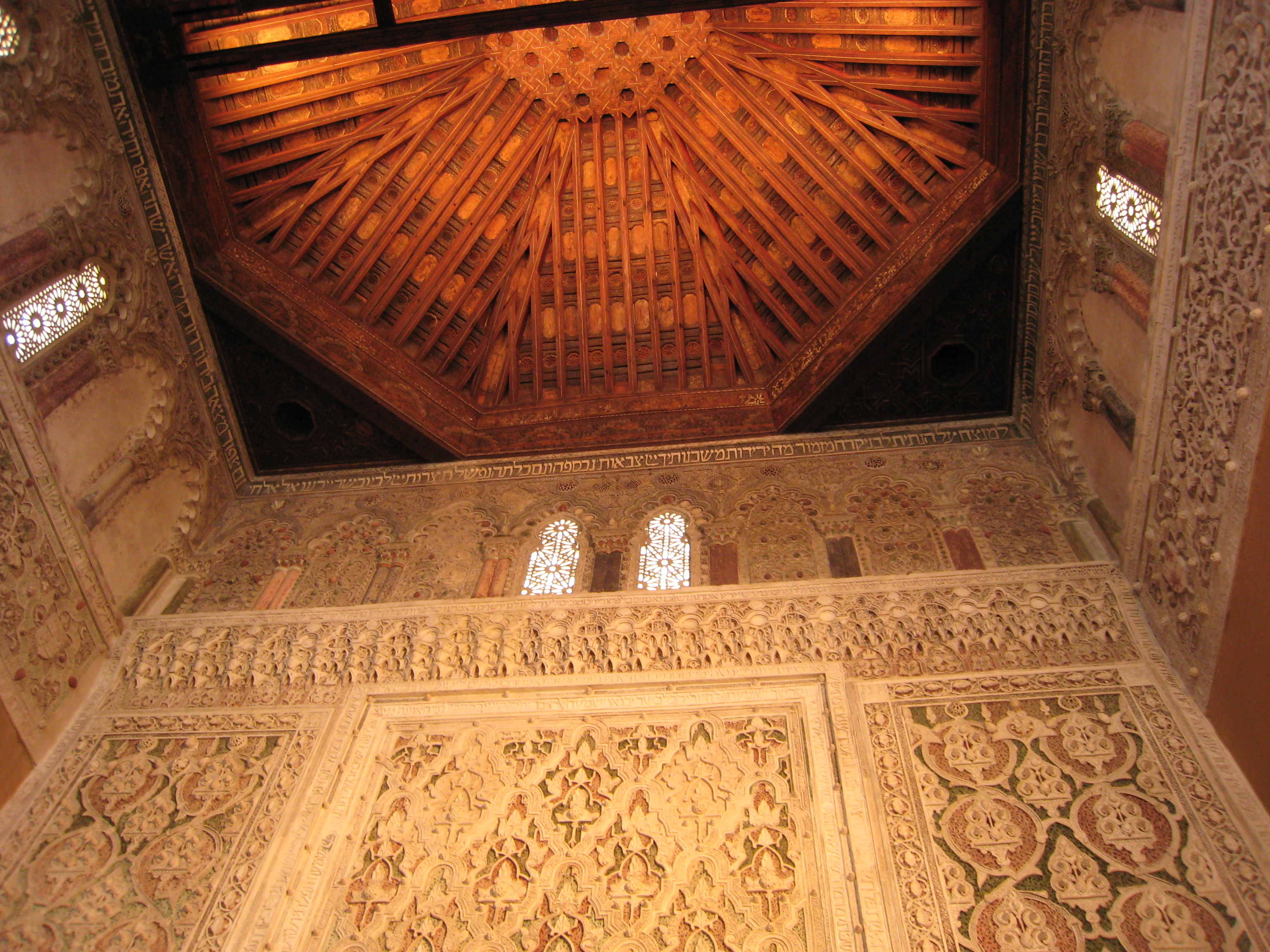
Interior de la Sinagoga del Tránsito en Toledo.

- Iglesia de Santiago del Arrabal de Toledo.
- Iglesia de San Andrés.
- Iglesia de San Juan de la Penitencia.
- Palacio de Pedro I.
- Otras casas, torres en Toledo (de San Román, Santa Leocadia, San Miguel, etc.), iglesias, palacios.

### EnAndalucía
Provincia de Almería

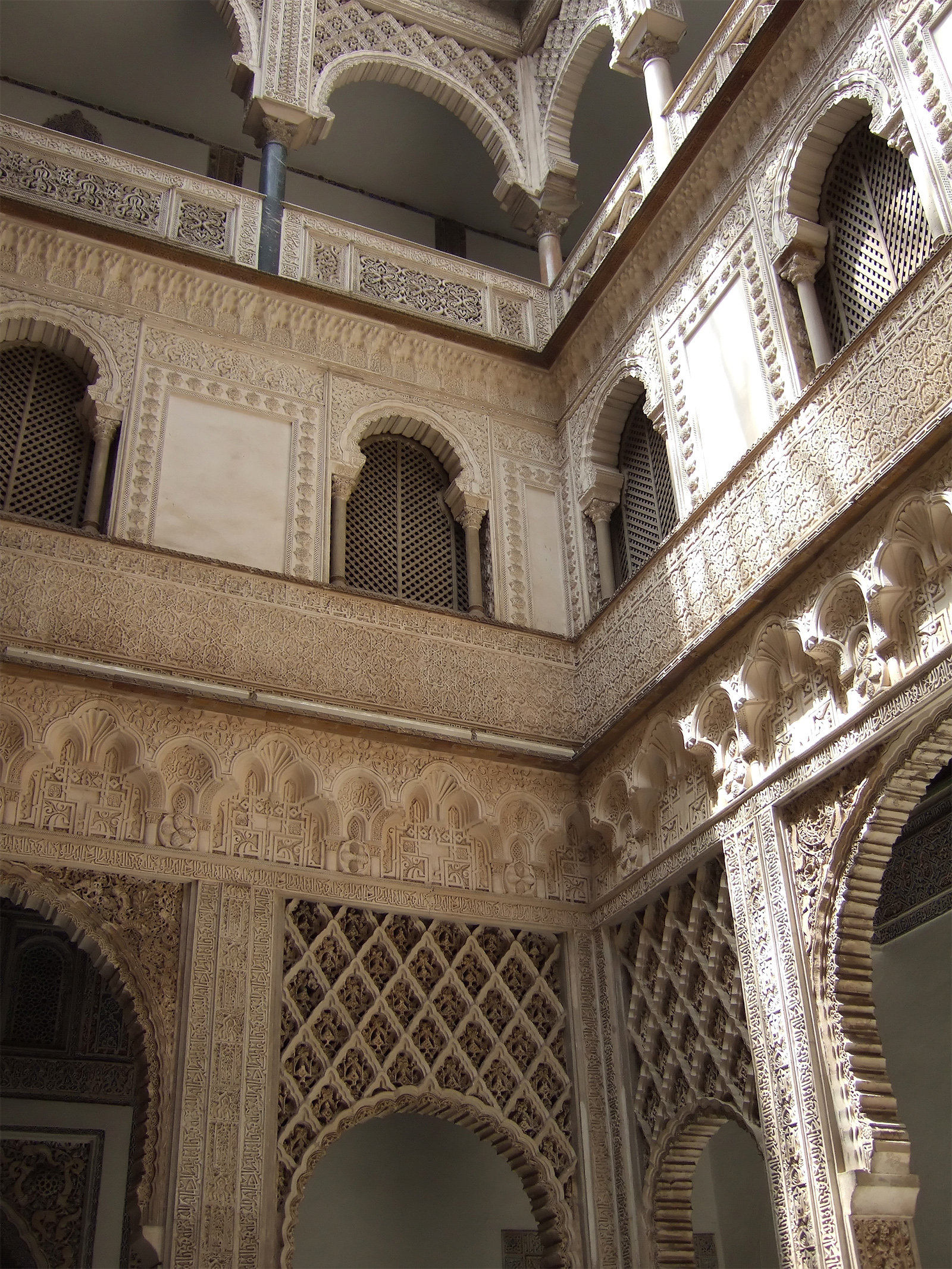
Real Alcázar de Sevilla.

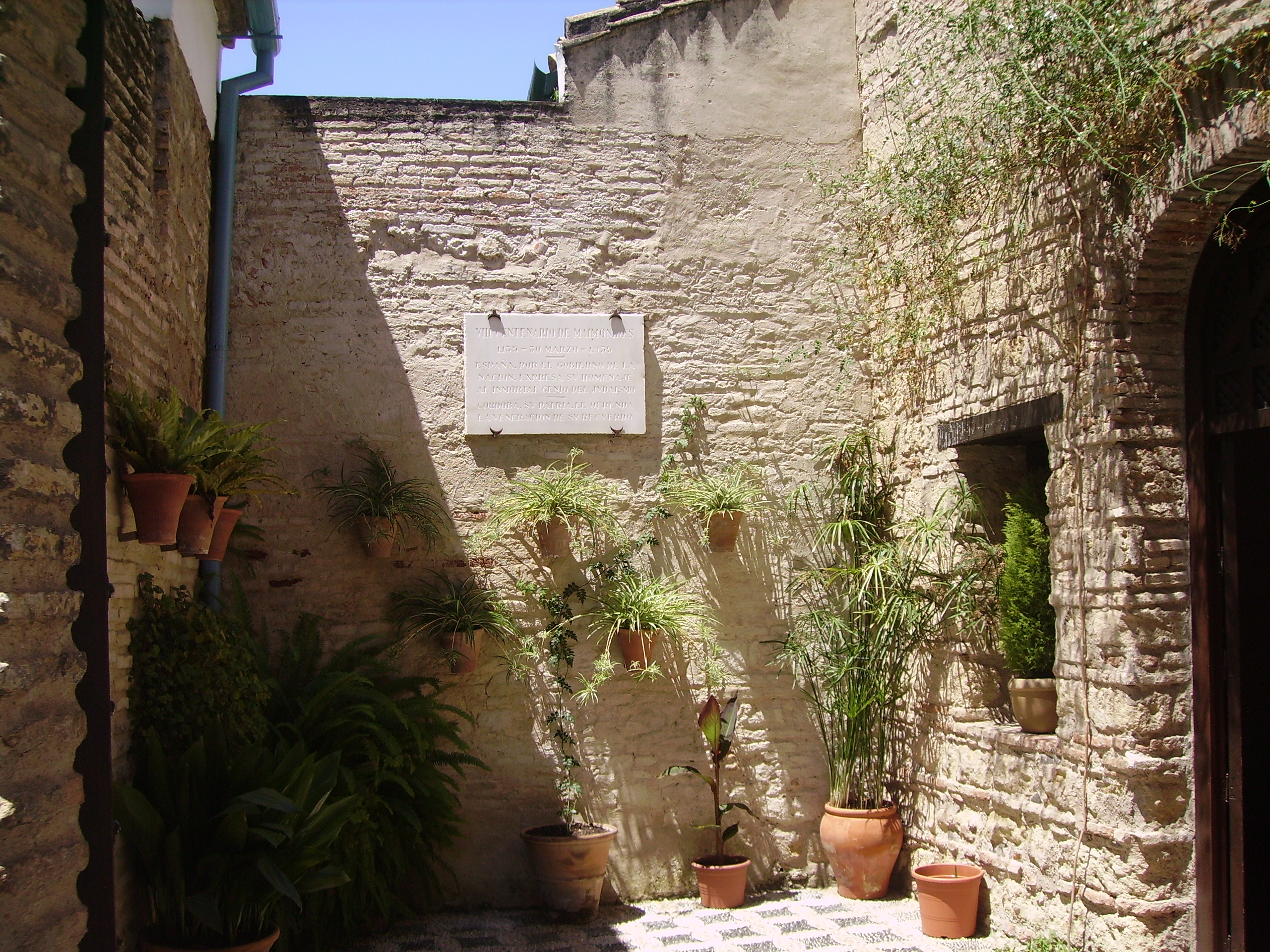
Patio de la Sinagoga de Córdoba.

- En Huécija, la iglesia de Nuestra Señora de la Anunciación.

Provincia de Cádiz
- En Jerez de la Frontera, la Iglesia de San Dionisio.
- En Medina Sidonia, el castillo de Torrestrella.
- En Sanlúcar de Barrameda, la Parroquia de Ntra. Sra. de la O.

Provincia de Córdoba
- En Córdoba, su sinagoga, la puerta del Perdón y la capilla Real de la Mezquita, la capilla de San Bartolomé, la Casa de las Campanas, la Casa de los Caballeros y la iglesia de San Miguel.

Provincia de Granada
- En Granada, la Iglesia de San José, la Iglesia del Convento de Santa Isabel La Real, el Sagrario del Convento de Santa Isabel la Real, el Minarete junto a la Iglesia de San José, la Iglesia de San Pedro y San Pablo, la Iglesia de Santa Ana, El Palacio de la Madraza, la Iglesia de San Bartolomé, la Iglesia del Salvador, la Iglesia de San Nicolás.
- En Guadix, la Iglesia de San Francisco.
- En Pinos Genil, Iglesia Parroquial de Santa María Magdalena.

Provincia de Huelva
- En Aracena, Iglesia de Nuestra Señora de los Dolores.
- En Moguer, el Monasterio de Santa Clara.
- En Palos de la Frontera: la Iglesia de San Jorge y el Monasterio de La Rábida.

Provincia de Jaén
- En Jaén, la iglesia de San Bartolomé, iglesia de la Magdalena, iglesia de San Andrés, Palacio del Condestable Iranzo.
- En Úbeda, el Convento de Santa Clara, la Puerta del Losal, la Casa Mudéjar.

Provincia de Málaga
- En Málaga, el convento de la Trinidad y la Iglesia de Santiago, Árchez y gran parte de la Axarquia.

Provincia de Sevilla
- En Sevilla, los Real Alcázar de Sevilla, la Casa de Pilatos, la Casa Olea y las iglesias de Iglesia de San Julián, Iglesia de Santa Marina, Iglesia de San Marcos, Iglesia de Santa Catalina, Iglesia de San Andrés, Iglesia de San Esteban, * Iglesia de San Isidoro, Iglesia de San Pedro, Iglesia de San Martín, Iglesia de San Lorenzo, Iglesia de Omnium Sanctorum, Iglesia de San Sebastián, Iglesia de San Vicente, Iglesia de Santa Ana, Iglesia de San Juan de la Palma, Iglesia de San Román, Iglesia de San Gil e Iglesia de Santa Lucía.
- En Lebrija, Iglesia de Santa María de la Oliva.
- En Mairena del Alcor, la iglesia de Santa María de la Asunción, la ermita de San Sebastián y el castillo de Luna.
- En Sanlúcar la Mayor, la Iglesia de San Pedro.
- En Santiponce, el Monasterio de San Isidoro del Campo.

### EnExtremadura

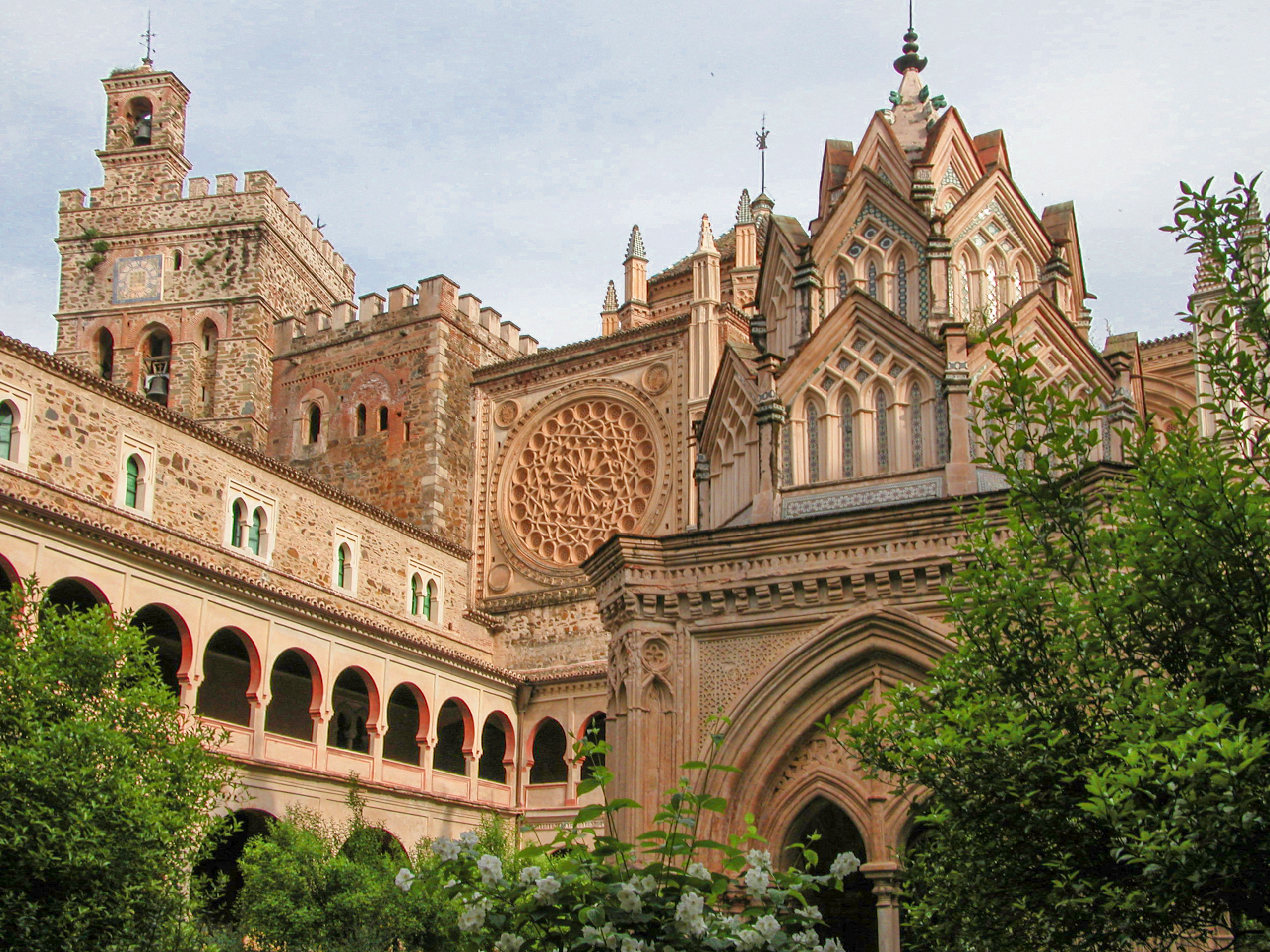
Vista del Monasterio de Guadalupe desde el claustro.

- En Abadía, el palacio de Sotofermoso o de los Duques de Alba.
- En Cáceres, la Casa Mudéjar de la Cuesta de Aldana
- En Fuente del Arco, el Santuario de la Virgen del Ara.
- En Galisteo, la muralla almohade y la iglesia de la Asunción.
- En Granja de Torrehermosa, la iglesia de Nuestra Señora de la Asunción.
- En Azuaga, la Iglesia de la Merced, barrio mudéjar (con multitud de casas y ventanas de los S:XIV y XV, Pozo Santo y elementos mudéjares la Iglesia gótica de Nuestra Señora de la Consolación, entre otros.
- En Guadalupe, el Real Monasterio de Santa María de Guadalupe.
- En Torrequemada, la ermita de Nuestra Señora del Salor.
- El Monasterio de Tentudía en Calera de León.

### En laComunidad de Madrid

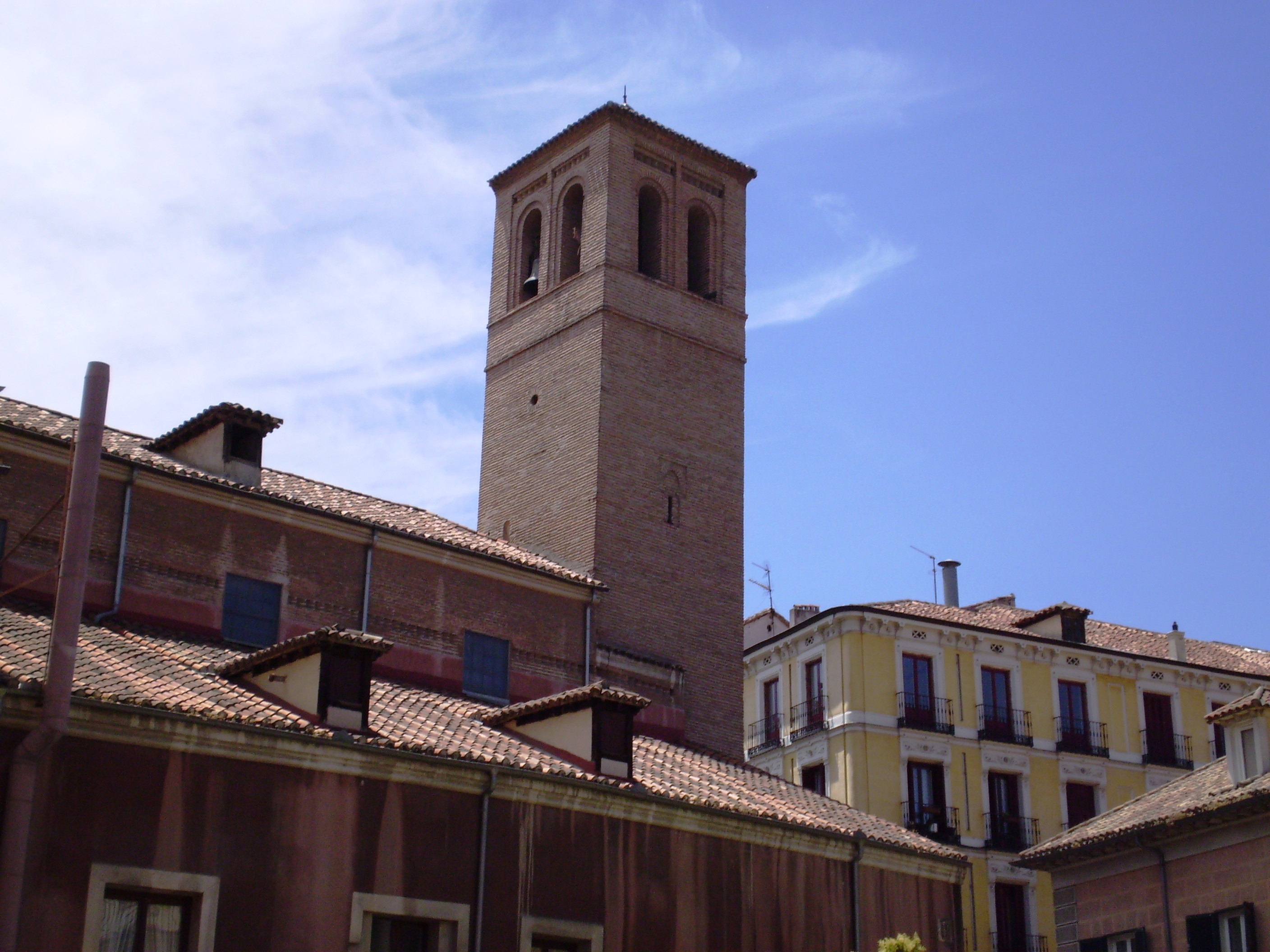
San Pedro el Viejo de Madrid.

- En Camarma de Esteruelas, la iglesia de San Pedro.
- En Madrid, la ermita de Nuestra Señora de la Antigua en el cementerio de Carabanchel; los campanarios de la iglesia de San Nicolás y la iglesia de San Pedro el Viejo.
- En Móstoles, la iglesia de Nuestra Señora de la Asunción.
- En Prádena del Rincón, la iglesia de Santo Domingo de Silos.
- En Talamanca de Jarama, el Ábside de los Milagros.
- En Valdilecha, la iglesia de San Martín Obispo.
- En Boadilla, la iglesia de San Cristóbal.

### En laRegión de Murcia

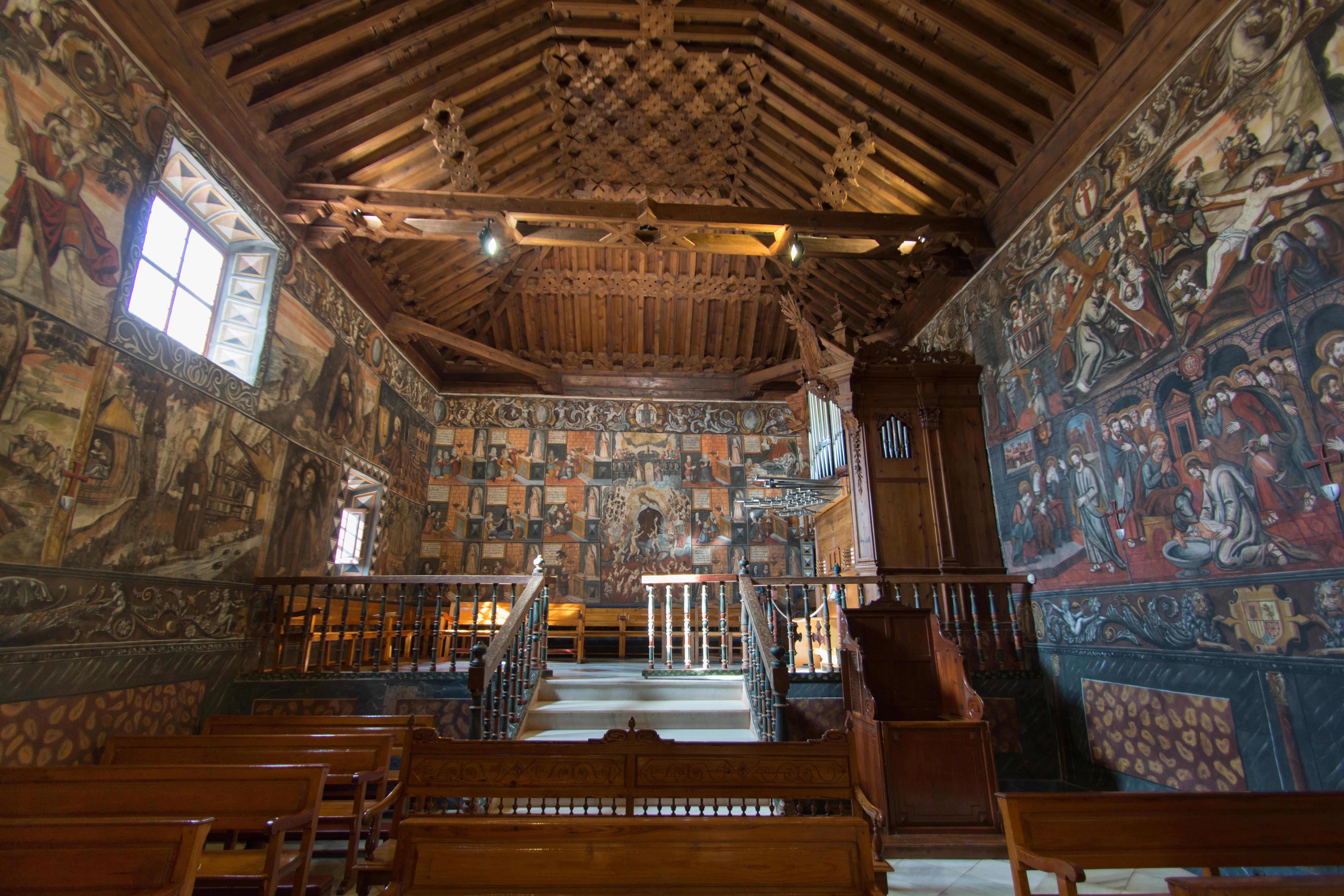
Santa Eulalia de Totana

- En Algezares la iglesia de Nuestra Señora del Loreto.
- En Caravaca la iglesia de Nuestra Señora de la Concepción.
- En Cehegín la iglesia de la Purísima Concepción.
- En la ciudad de Murcia la Iglesia de Santiago (Murcia), también conocida como la ermita de los pasos de Santiago
- En Mazarrón la iglesia de San Andrés.
- En Totana[13] la iglesia de Santa Eulalia y la iglesia de Santiago el Mayor.

### En laComunidad Valenciana
Provincia de Castellón
- En Jérica, la Torre mudéjar de la Alcudia.
- En Onda, la Iglesia de la Sangre.
- En Segorbe, artesonado del Salón de Sesiones del antiguo Palacio Ducal (actualmente sede del Ayuntamiento de Segorbe).

Provincia de Valencia
- En Alfauir, el claustro del Monasterio de San Jerónimo de Cotalba.
- En Godella, la capilla del Cristo de la Paz en la Iglesia de San Bartolomé Apóstol.
- En Liria, la iglesia de la Sangre de Liria.
- En Sagunto, la iglesia vieja de Sagunto.
- En Torres Torres, los baños árabes.
- En Valencia, los Baños del Almirante.

### Canarias
Fuerteventura
- Iglesia Matriz de la Concepción (Betancuria), Betancuria.

Gran Canaria
- Ermita de Nuestra Señora de las Nieves, Agaete.
- Ermita de San Telmo, Las Palmas de Gran Canaria.
- Basílica de Nuestra Señora del Pino, Teror.
- Casa Quintana, Santa María de Guía de Gran Canaria.

Lanzarote
- Iglesia de Nuestra Señora de los Remedios (Yaiza), Yaiza.

La Gomera
- Iglesia Matriz de la Asunción (San Sebastián de La Gomera), San Sebastián de La Gomera.

La Palma
- Iglesia de San Francisco de Asís, Santa Cruz de La Palma.
- Iglesia Matriz de El Salvador (Santa Cruz de La Palma), Santa Cruz de La Palma.
- Iglesia de Santo Domingo, Santa Cruz de La Palma.

Tenerife
- Iglesia Matriz del Apóstol Santiago, Los Realejos.
- Convento de Santa Catalina de Siena (San Cristóbal de La Laguna), San Cristóbal de La Laguna.
- Parroquia Matriz de Nuestra Señora de la Concepción (San Cristóbal de La Laguna), San Cristóbal de La Laguna.
- Parroquia de Santo Domingo de Guzmán, La Orotava.
- Parroquia Matriz de Santa Úrsula de Adeje, Adeje.
- Iglesia Matriz de la Concepción (Santa Cruz de Tenerife), Santa Cruz de Tenerife.

### Portugal
Subsiten importantes monumentos mudéjares de los siglos XV y XVI, sin tener en cuenta los de puro estilo manuelino que también reúnen influencias musulmanas. Pueden calificarse de Mudéjares:
- El palacio Nacional de Sintra, que en lo principal es del siglo XV con sus ajimeces en herradura, sus vistosos azulejos, sus magníficos artesonados y sus dos enormes cúpulas cónicas.
- Otros monumentos en Évora, como el derruido Palacio de Don Manuel, el pórtico de San Francisco, alguna puerta en el convento de los Loyos, etc., todos con arcos en herradura.
- Otras piezas de menor importancia en diferentes poblaciones del Alentejo, que es donde más abunda el estilo.

### Sicilia

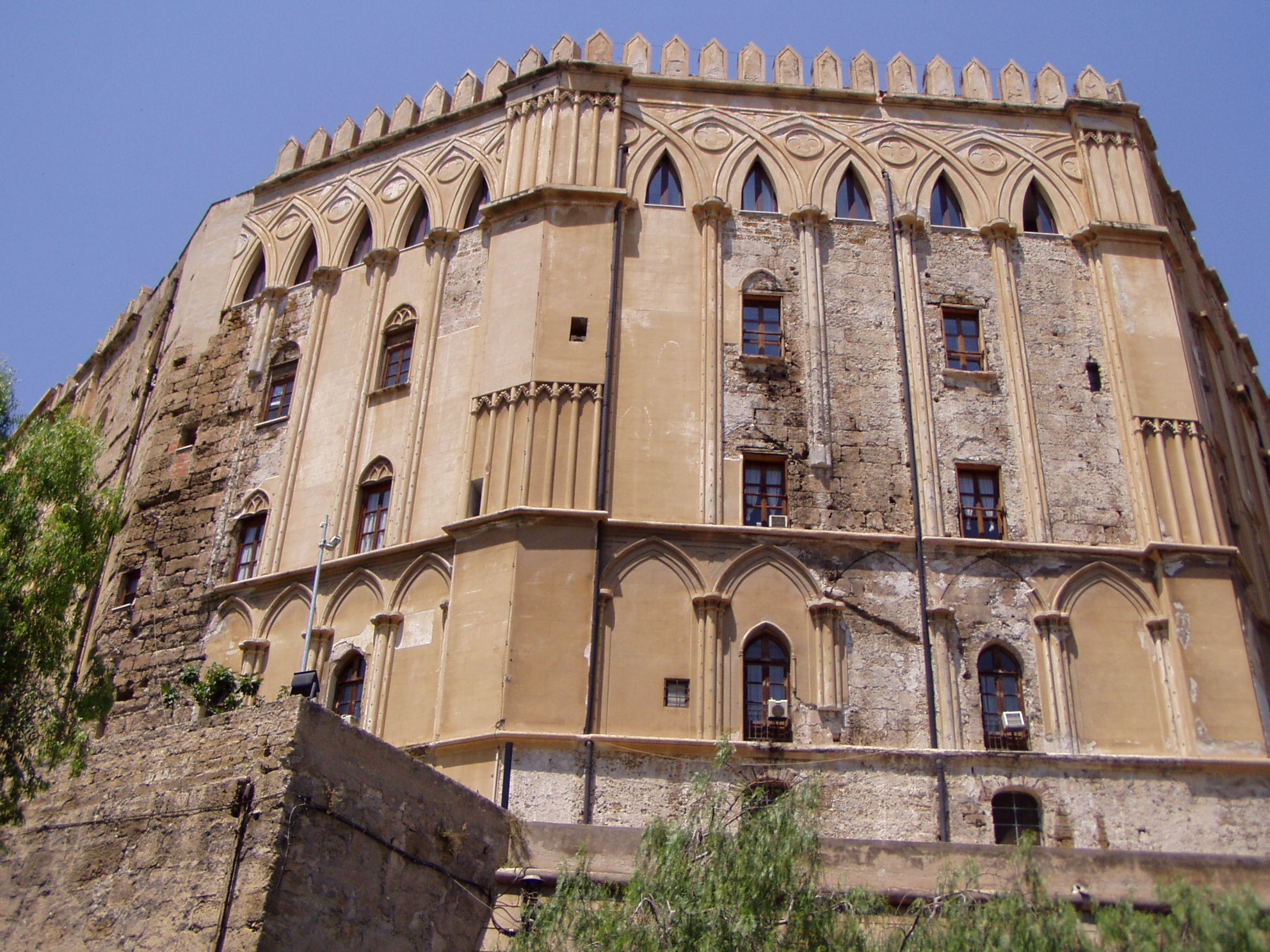
Palazzo dei Normanni o Capilla Palatina de Palermo.

En Sicilia, Italia, tienen muchos aspectos en común con la arquitectura mudéjar los monumentos que allí existen de la época normanda (1072-1194), sobre todo, en Palermo, ya que los conquistadores normandos se sirvieron de los vencidos musulmanes para la construcción de iglesias y palacios. El estilo de estos monumentos se conoce como arquitectura árabo-normanda. Destacan la iglesia conocida con el nombre de la Martorana (IT) y la Capilla palatina del Palazzo dei Normanni, ambas en la capital de Sicilia.

### América
El arte mudéjar como estilo de construcción aparentemente se empezó a propagar en América muy rápido desde su descubrimiento. Los primeros años de las colonias presentaron una moderada migración de moriscos, esto gracias a que las principales rutas de comercio partían de Andalucía y a que se volvió una ruta de escape para los moros ante la rendición del emirato nazarí de Granada, el primer paso para la expulsión de los moriscos la cual se decretaría en 1609.

Sobre la activa participación de los moros en la construcción de iglesias y palacios el historiador Joaquín Weiss nos dice:
“En esta época Sevilla era el puerto principal para la carrera de las Indias y sede de la casa de Contratación, con lo cual llegó a disfrutar de una gran prosperidad que se prolongó hasta el siglo XVIII. Cuando la corona, en distintas ocasiones necesitó enviar a Cuba ingenieros y maestros de cantería, materiales y herramientas, consultó con sus oficiales de Sevilla, y de allí, como hemos dicho, vinieron la mayor parte de aquellos.”
Sólo se puede especular de una participación de los moriscos que haya sido económicamente módica durante los inicios de la colonización de América ya que más tarde se decretarían prohibiciones para su ingreso a las colonias.
Otra razón por la que este estilo estuvo ampliamente difundido en toda América fue que ya en la península estaba muy arraigada esta forma de construir y diseñar, la cual inevitablemente migraría junto con su población: “La persistencia de la influencia morisca en el medio cubano se explica, además, por los contactos que mantenía la colonia con Andalucía, ámbito preferente del arte morisco(…)” Algunos ejemplos se encuentran en la siguiente lista.
- Basilica de San Francisco en Lima, Perú.
- Claustro del antiguo convento de la Merced en el Centro histórico de la Ciudad de México.
- Iglesia del Espíritu Santo, La Habana, Cuba.
- Castillo de la Real Fuerza de La Habana, Cuba.
- Retablo de la capilla de la Santa Cruz en Iztacalco, Ciudad de México, México.
- Techumbre mudéjar de la Catedral de Nuestra Señora de la Asunción en Tlaxcala de Xicohténcatl, México.
- Fuente de la Pila de Chiapa de Corzo, en Chiapas, México.
- Bóvedas del convento de San Francisco, en Quito, Ecuador.
- Presbiterio del convento de San Diego, en Quito, Ecuador.
- Sala Capitular del convento de San Agustín, en Quito, Ecuador.
- Bóvedas de la Iglesia de Santo Domingo, en Cotopaxi, Ecuador.
- Torre Mudéjar de Cali, Colombia.
- Techumbre de la Iglesia de San Francisco de Bogotá, Colombia.
- Catedral de Santa Catalina de Alejandría de Cartagena de Indias, Colombia.
- Iglesia de la Orden Tercera Cartagena de Indias, Colombia.
- Techumbre de la Iglesia de la Concepción de Bogotá, Colombia.
- Catedral basílica metropolitana Santiago de Tunja, Colombia.
- Torre Mudéjar de la Catedral Santa Ana de Caracas, Venezuela.

#### Obras mudéjar de América

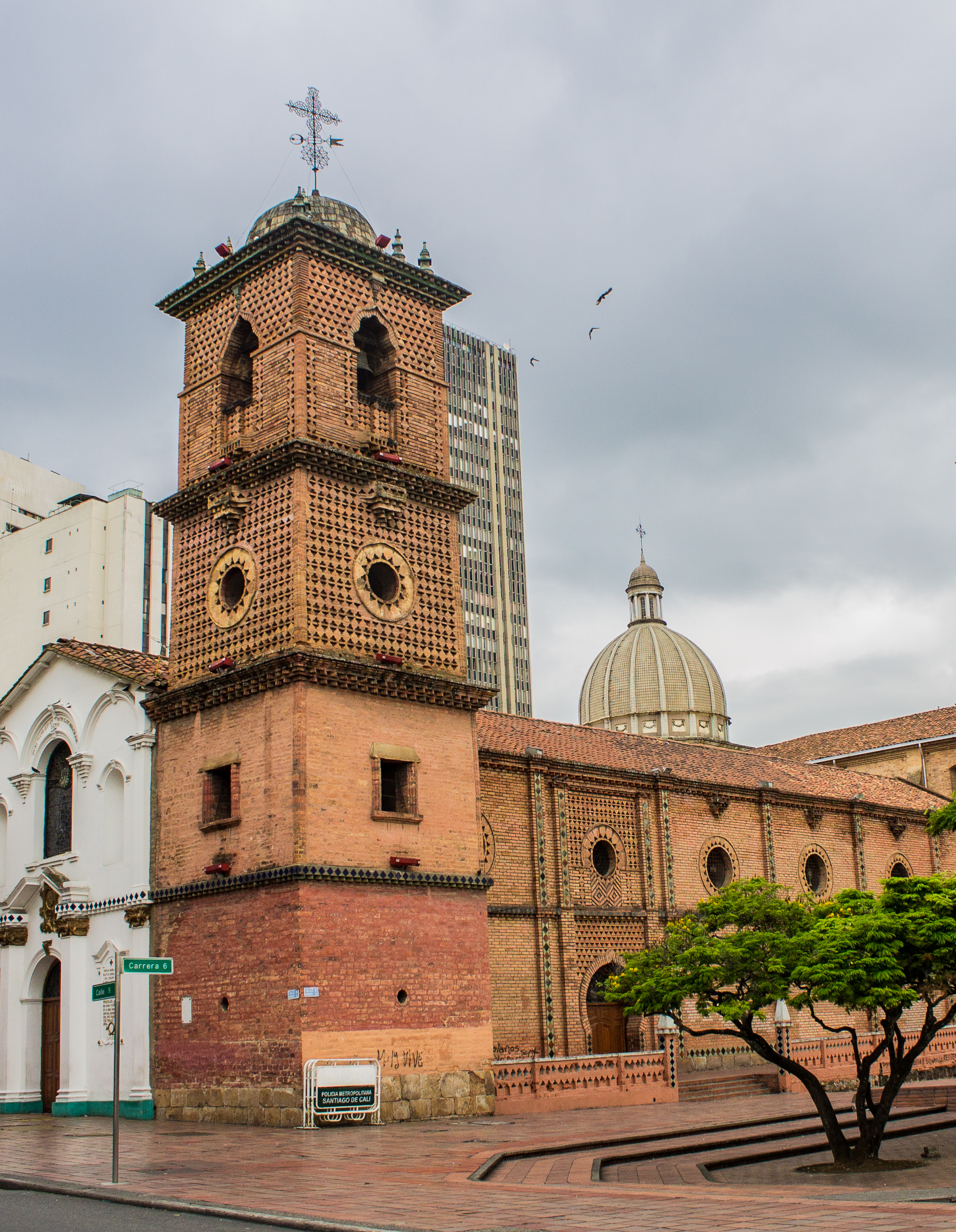
Convento de San Francisco y Torre Mudéjar, Cali. Colombia.
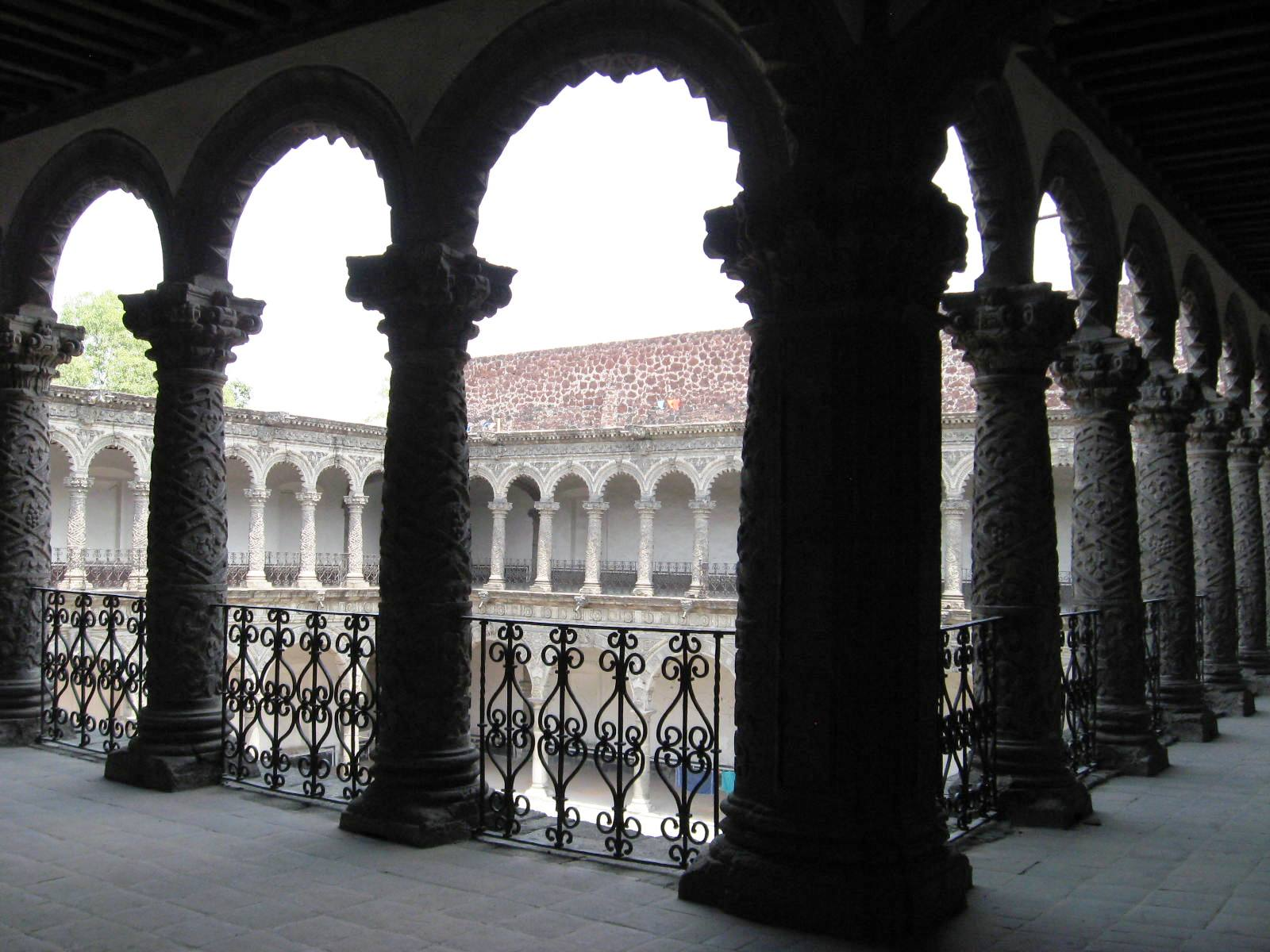
El patio del Convento de la Merced de Ciudad de México. México
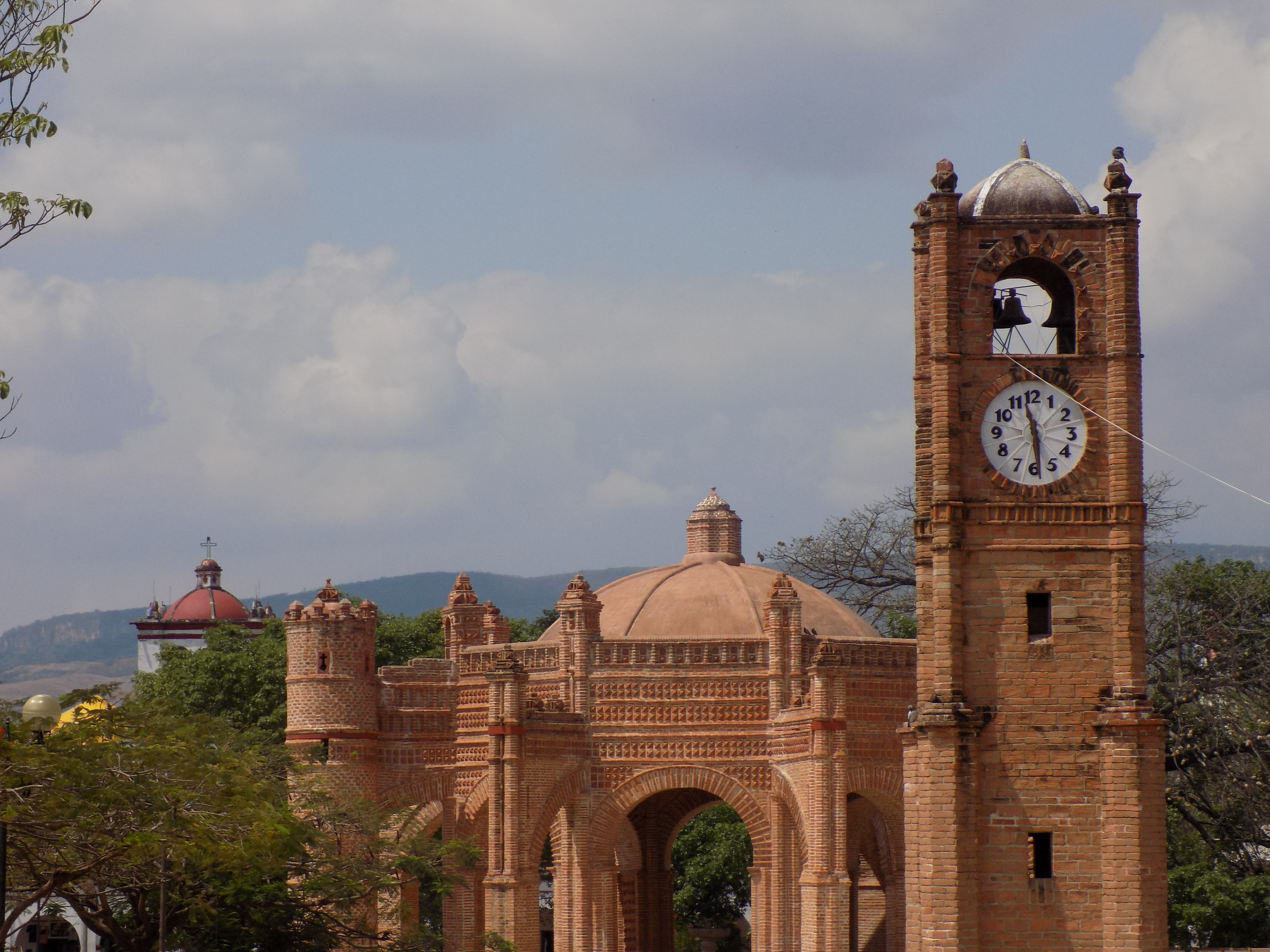
La plaza de armas de Chiapa de Corzo (Chiapas, extremo sur mexicano).
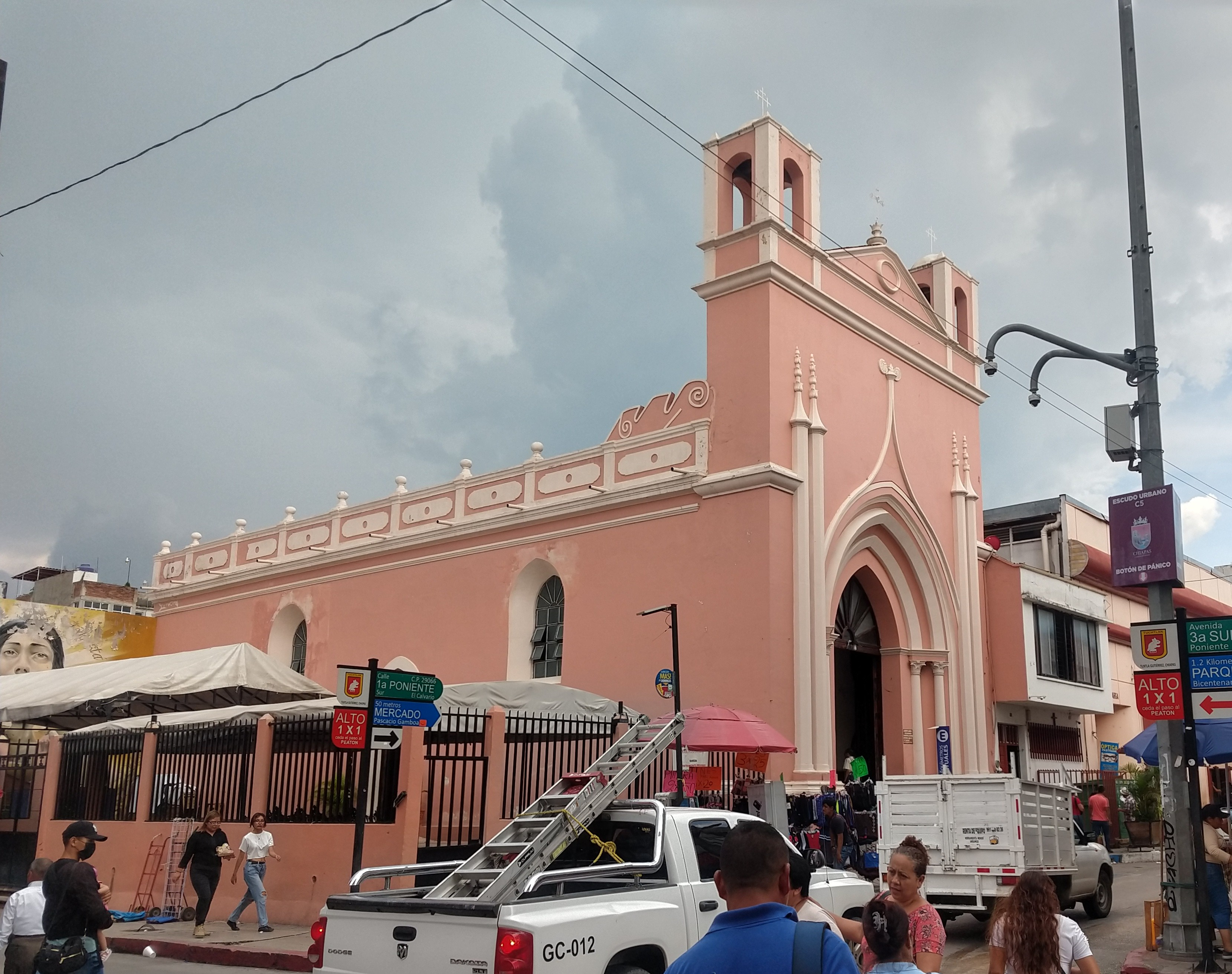
Iglesia de Nuestro Señor del Calvario, Tuxtla Gutiérrez.
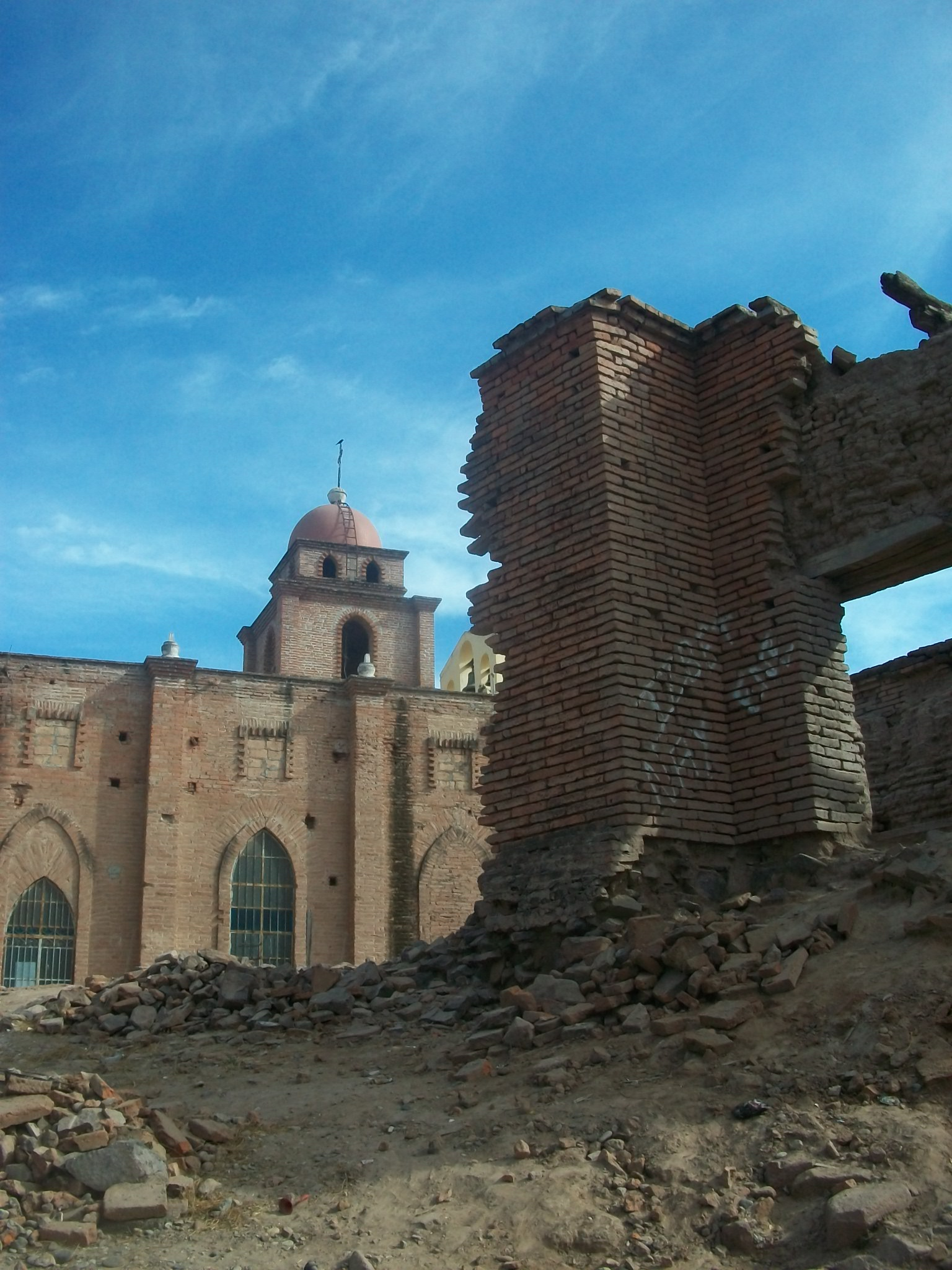
Templo de San Jerónimo de Mochicahui, El Fuerte (Sinaloa).
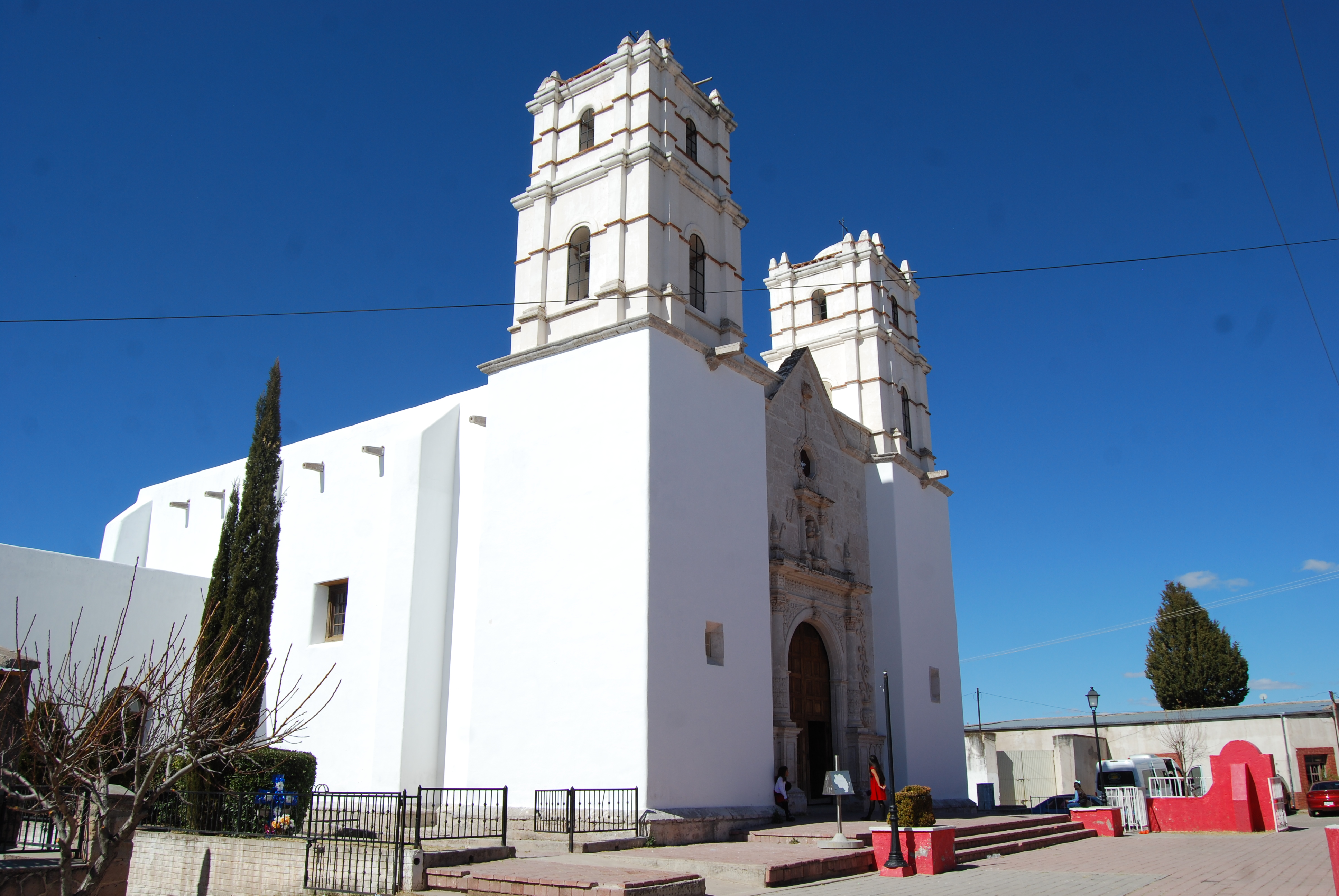
Templo de San Francisco de Borja, San Francisco de Borja (Chihuahua).
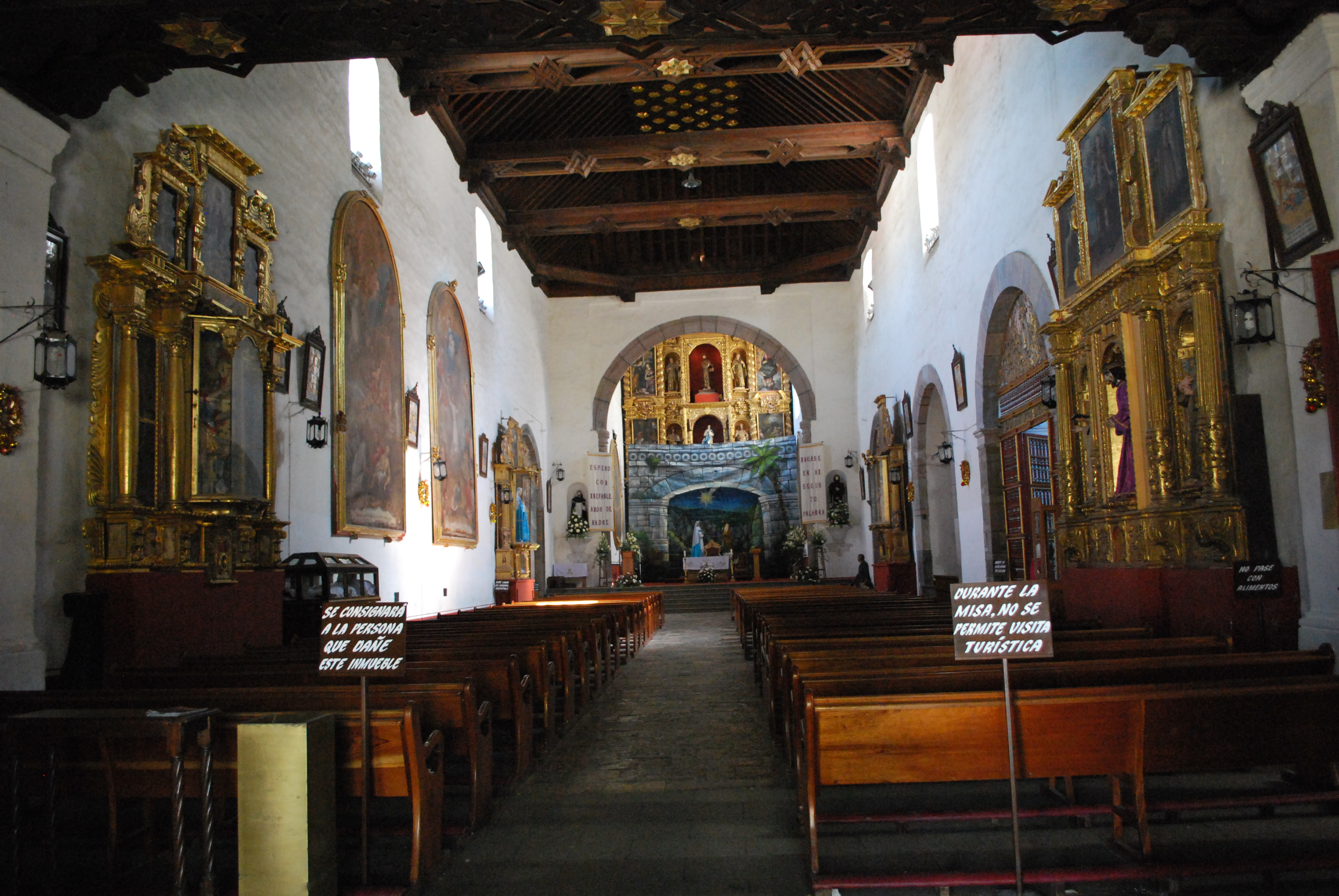
Catedral de Tlaxcala (Tlaxcala).
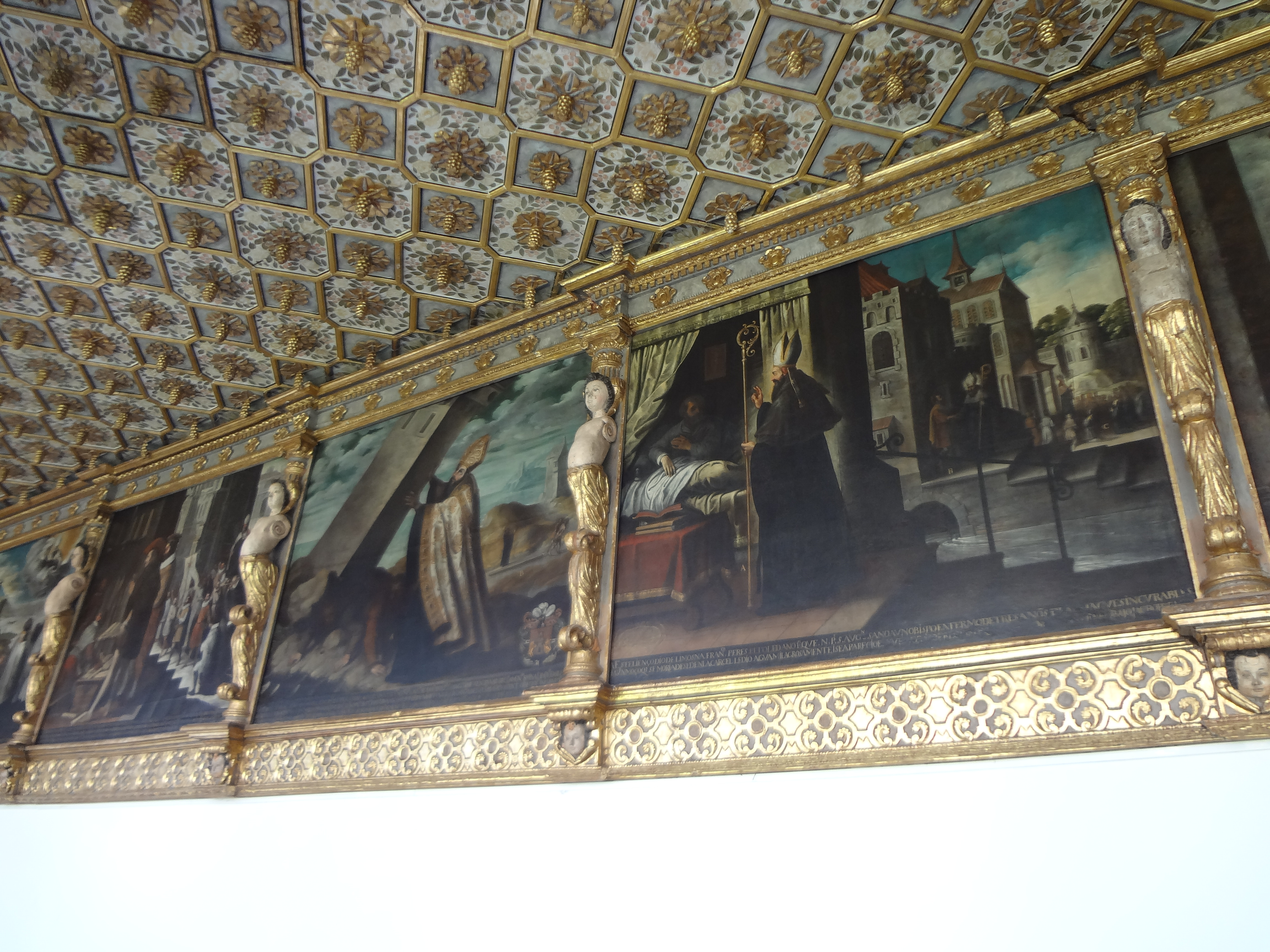
Convento de San Agustín, Quito. Ecuador.
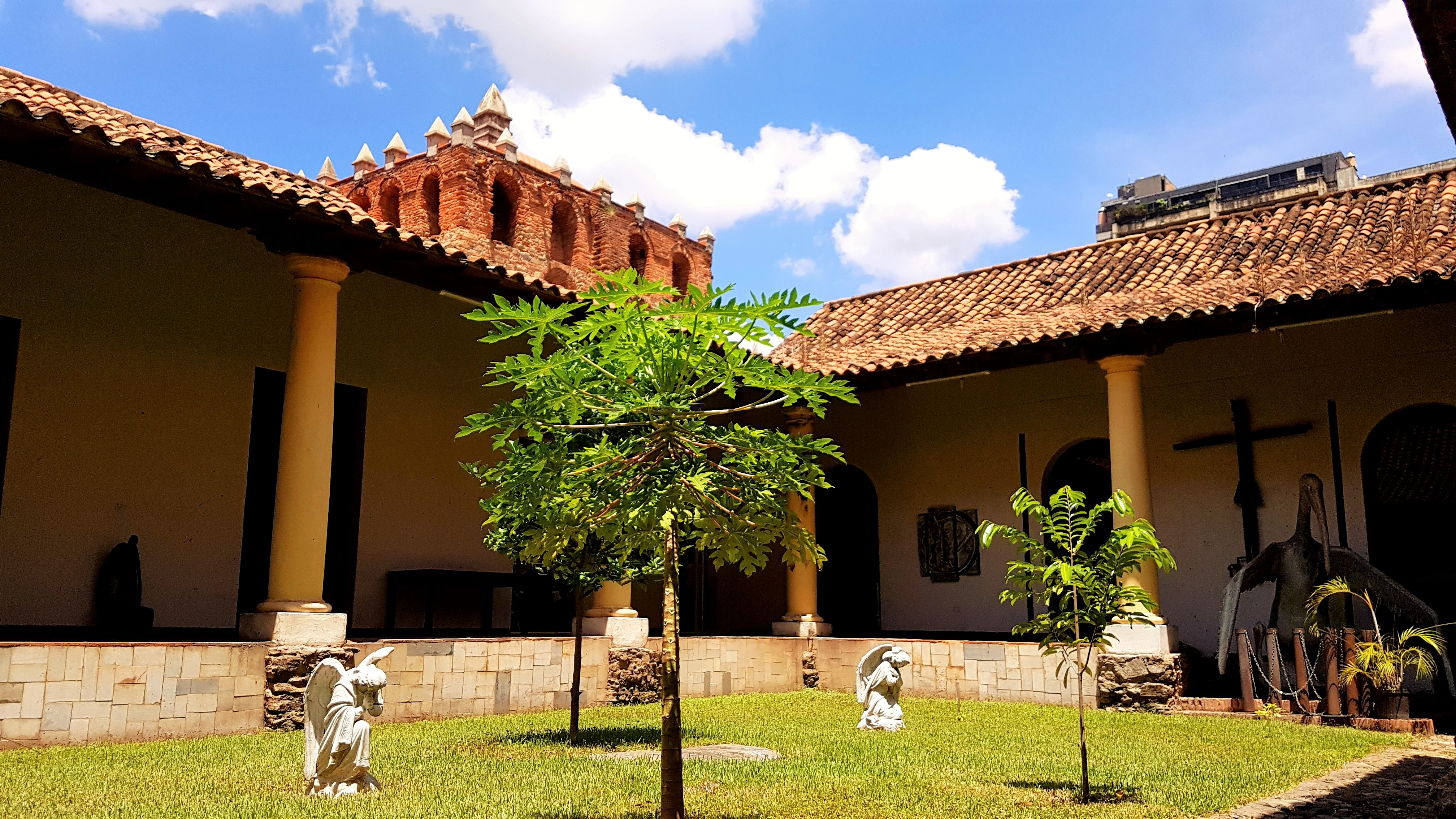
Torre Mudéjar de la Catedral de Caracas